# 2. April
Der 2. April ist der 92. Tag des gregorianischen Kalenders (der 93. in Schaltjahren), somit bleiben 273 Tage bis zum Jahresende.

## Ereignisse

### Politik und Weltgeschehen
- 0568: Die von ihrem Siedlungsgebiet in Pannonien aufgebrochenen und von verschiedenen germanischen Stämmen (u. a. Gepiden, Sachsen, Thüringern und Sueben) begleiteten Langobarden beginnen unter König Alboin ihren Einfall in Norditalien. In den folgenden Monaten erobern sie weite Teile der Apenninhalbinsel und errichten dort ein eigenes Herrschaftsgebiet. Nur wenige Landstriche (u. a. das Exarchat von Ravenna) verbleiben unter der Kontrolle des Oströmischen Reiches, das die ehemalige römische Provinz erst wenige Jahre zuvor von den Ostgoten zurückerobert hat. Die langobardische Landnahme gilt als der letzte Zug der spätantiken Völkerwanderung und als ein mögliches Datum für das Ende der Antike und den Beginn des Frühmittelalters in diesem Raum.

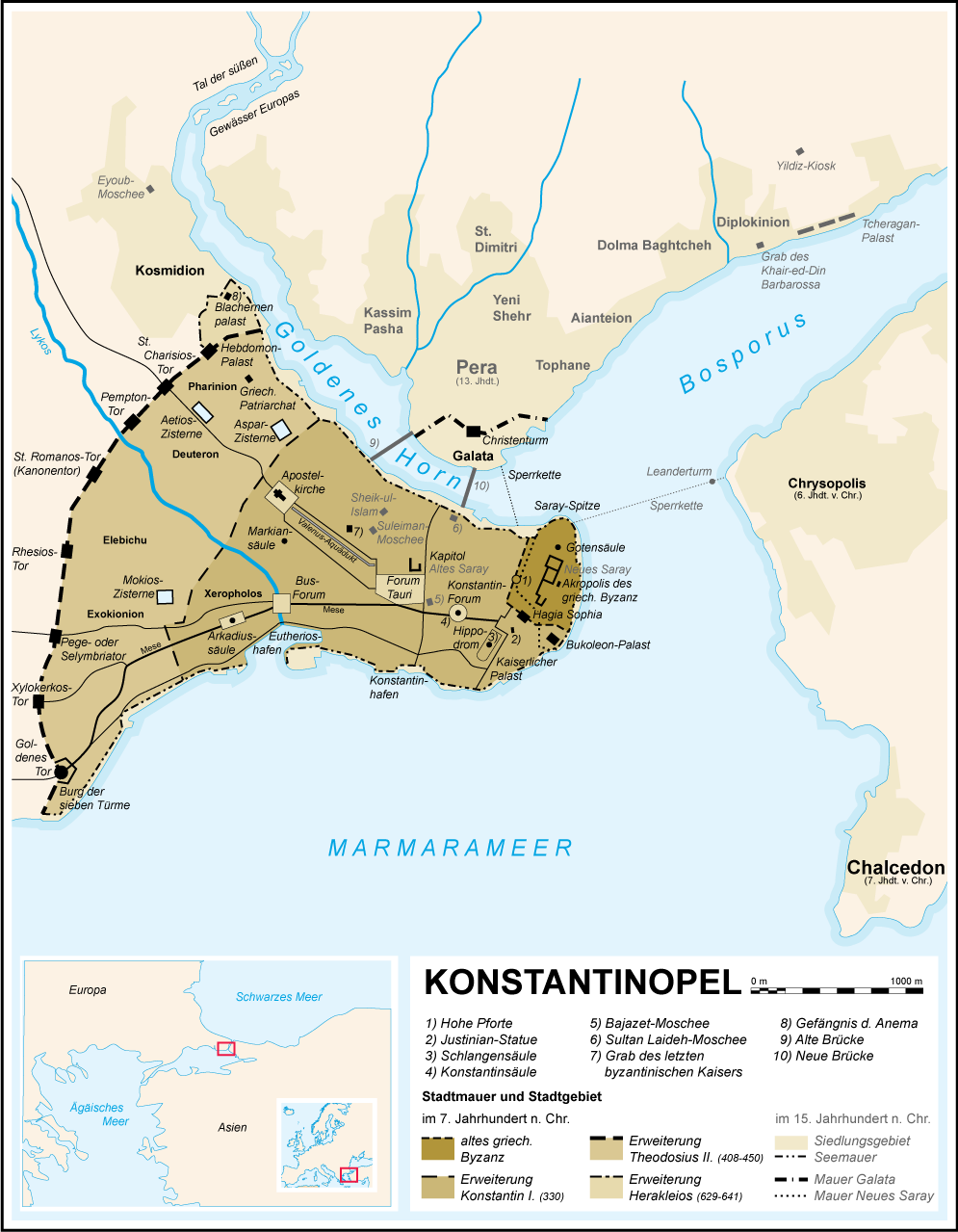
1453: Karte Konstantinopels

- 1453: Die ersten Einheiten des osmanischen Heeres Mehmeds II. erreichen Konstantinopel. Damit beginnt die Belagerung der Stadt, die mit ihrer Einnahme am 29. Mai enden wird.
- 1513: Florida wird vom Eroberer Juan Ponce de León für die spanische Krone in Besitz genommen.
- 1547: Graf Anton I. von Oldenburg verleibt die eroberte Burg und Grafschaft Delmenhorst seinem Besitz ein. Der vom Bischof von Münster gehaltene Ort hat bereits früher zu Oldenburg gehört.

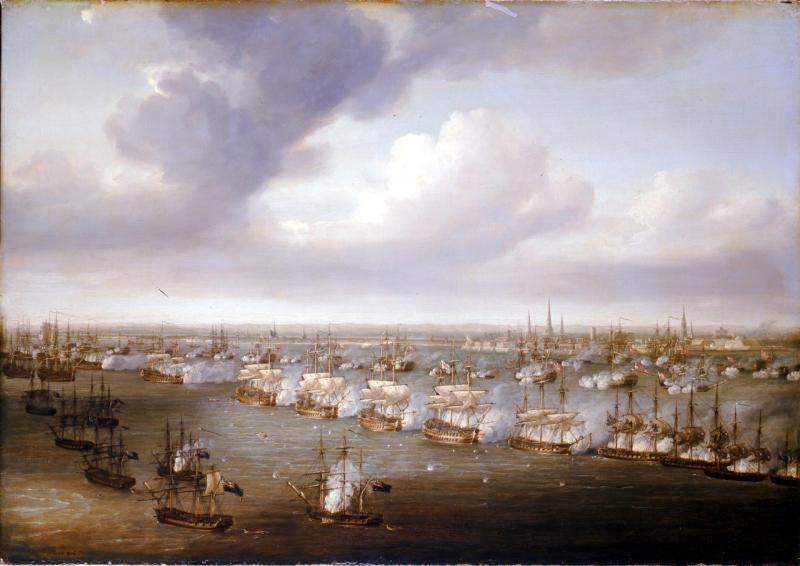
1801: Seeschlacht von Kopenhagen

- 1801: In der Seeschlacht von Kopenhagen zerstören die Engländer unter Hyde Parker und Horatio Nelson die Flotte des im Zweiten Koalitionskrieg zwar neutralen, aber mit Frankreich sympathisierenden Dänemark und verhindern damit eine antibritische nordische Koalition zwischen Russland, Schweden und Dänemark.
- 1813: Im Gefecht bei Lüneburg siegen verbündete Preußen und Russen über ein französisches Korps. Das Gefecht ist die erste größere Kampfhandlung der sogenannten Befreiungskriege nach dem Rückzug der in Russland geschlagenen Franzosen hinter die Elbe.
- 1814: Der französische Senat erklärt Napoleon Bonaparte für abgesetzt. Damit beginnt die Erste Restauration der Bourbonen in Frankreich, die zur Thronbesteigung Ludwigs XVIII. führt.
- 1848: Im Zuge der Deutschen Revolution hebt der Deutsche Bundestag die Karlsbader Beschlüsse von 1819 gegen liberale Bestrebungen auf.
- 1885: Ermutigt durch den Sieg der Métis am Duck Lake am 26. März treiben junge Indianer-Krieger unter Wandering Spirit am Frog Lake zwölf weiße Siedler und Siedlerinnen der Umgebung in einer Kirche zusammen. Sie erschießen neun von ihnen und behalten die restlichen drei als Geiseln. Mit dem Massaker von Frog Lake eskaliert die Nordwest-Rebellion.
- 1900: Puerto Rico, im Ergebnis des Spanisch-Amerikanischen Krieges seit 1898 unter der Kontrolle der USA, erhält mit dem nach Senator Joseph B. Foraker benannten Foraker Act eine Zivilregierung.

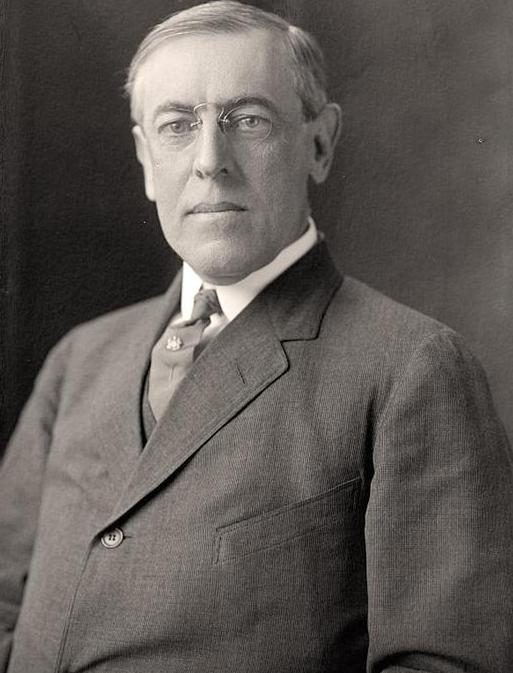
1917: Woodrow Wilson

- 1917: Präsident Woodrow Wilson fordert den Kongress der Vereinigten Staaten in einer Sondersitzung auf, den Eintritt der Vereinigten Staaten in den Ersten Weltkrieg zu beschließen und damit die Politik des Isolationismus zu beenden.
- 1920: Die deutsche Reichswehr marschiert in das Ruhrgebiet ein, um den Aufstand der kommunistischen Roten Ruhrarmee niederzuschlagen.
- 1922: Bei der Präsidentschaftswahl in Argentinien siegt Marcelo Torcuato de Alvear über seinen Parteikollegen und bisherigen Amtsinhaber Hipólito Yrigoyen.
- 1943: Vor den Bermudas wird das britische Passagier- und Frachtschiff Melbourne Star von dem deutschen U-Boot U 129 torpediert. Es explodiert und sinkt innerhalb von zwei Minuten. 114 Menschen sterben.
- 1945: Oberfeldwebel Ferdinand Käs gelingt die Kontaktaufnahme mit der 3. Ukrainischen Front unter Fjodor Iwanowitsch Tolbuchin und unterbreitet die vom Widerstand um Karl Biedermann und Carl Szokoll erarbeitete Operation Radetzky zur kampflosen Übergabe der Stadt Wien im Zweiten Weltkrieg.
- 1953: Trotz der Niederlage der Österreichischen Volkspartei bei der Nationalratswahl 1953 tritt ÖVP-Politiker Julius Raab als Nachfolger des zurückgetretenen Leopold Figl sein Amt als neuer Bundeskanzler Österreichs an der Spitze einer großen Koalition an.
- 1968: Radikalisierte Mitglieder der APO, die späteren RAF-Mitbegründer Andreas Baader und Gudrun Ensslin sowie Horst Söhnlein und Thorwald Proll, legen Brandsätze in zwei Frankfurter Kaufhäusern. Der vor allem durch die Sprinkleranlagen verursachte gesamte Sachschaden beträgt etwa 675.000 DM.

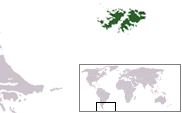
1982: Lage der Falklandinseln

- 1982: Mit der von Präsident Leopoldo Galtieri angeordneten Besetzung der bis dahin in britischem Besitz befindlichen Falklandinseln durch argentinische Truppen beginnt der Falklandkrieg, der bis zum 20. Juni dauern wird.
- 1998: Maurice Papon, der 87-jährige ehemalige Haushaltsminister Frankreichs, wird in Bordeaux als Nazi-Kollaborateur für seine Mitschuld an der Deportation von fast 1.700 Juden während der Zeit des Vichy-Regimes wegen Verbrechen gegen die Menschlichkeit zu sechs Jahren Gefängnis verurteilt.
- 1999: Die NATO greift im Kosovokrieg Gebäude des Innenministeriums der Bundesrepublik Jugoslawien in Belgrad mit Marschflugkörpern an.
- 2010: In einem der verlustreichsten Gefechte in der Geschichte der Bundeswehr, dem Karfreitagsgefecht im Rahmen des Einsatzes der Bundeswehr in Afghanistan gegen die radikalislamischen Taliban, kommen drei deutsche Soldaten ums Leben.
- 2012: Der ungarische Staatspräsident Pál Schmitt tritt nach der Aberkennung seines Doktorgrades infolge eines Plagiatskandales zurück.

### Wirtschaft
- 1792: Mit dem von Finanzminister Alexander Hamilton initiierten Coinage Act of 1792 führen die Vereinigten Staaten den US-Dollar als offizielles und einheitliches Zahlungsmittel ein. Mit dem gleichen Dokument wird auch die United States Mint gegründet.
- 1853: In Darmstadt nimmt die Darmstädter Bank für Handel und Industrie als zweite Aktiengesellschaft im Bankenbereich nach Erhalt ihrer Konzession die Geschäftstätigkeit auf.
- 1889: Dem US-amerikanischen Erfinder Charles Martin Hall wird ein Patent zur Gewinnung von reinem Aluminium mittels Schmelzflusselektrolyse, später als Hall-Héroult-Prozess bekannt, erteilt.

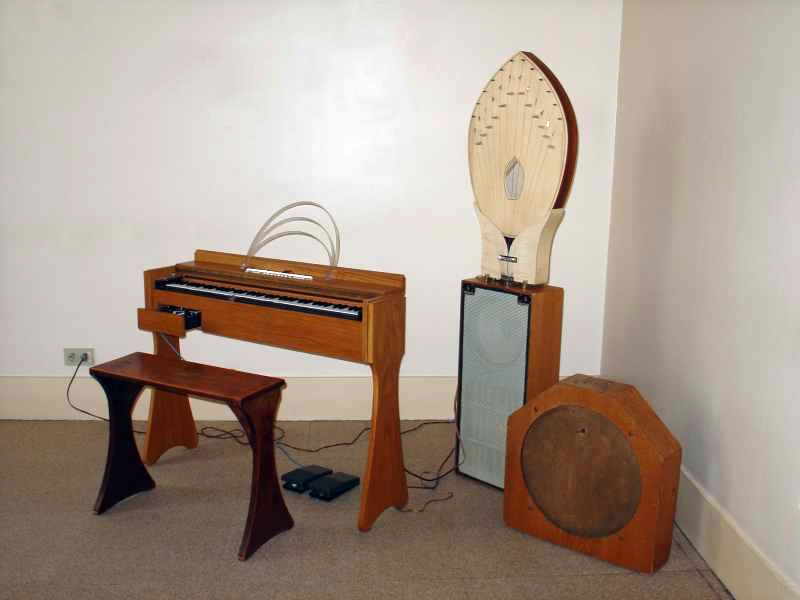
1928: Ondes Martenot

- 1928: Maurice Martenot lässt die Ondes Musicales, ein monophones elektronisches Musikinstrument, patentieren. Es gilt als am weitesten verbreitetes Instrument der frühen elektronischen Musik.
- 1946: Die von den Siegermächten des Zweiten Weltkriegs in der britischen Besatzungszone gegründete deutsche Tageszeitung Die Welt erscheint mit ihrer Erstausgabe zum Preis von 20 Pfennig in Hamburg.
- 1960: In Sihanoukville wird der mit französischer Hilfe gebaute Hafen für die Hochseeschifffahrt eröffnet. Kambodscha ist damit im Außenhandel weniger von Südvietnam abhängig.

### Wissenschaft und Technik
- 1845: Hippolyte Fizeau und Léon Foucault gelingt das erste Foto von unserer Sonne. Sie begründen die astronomische Fotografie.
- 1905: Ein mit Ehrengästen besetzter Zug durchfährt erstmals den Simplontunnel zwischen der Schweiz und Italien, den mit 19,8 km zum damaligen Zeitpunkt längsten Eisenbahntunnel der Welt.

### Kultur
- 1720: Am King’s Theatre in London wird zur Eröffnung der Royal Academy of Music die Oper Numitore von Giovanni Porta unter der Leitung von Georg Friedrich Händel uraufgeführt.
- 1785: Am King’s Theatre in London erfolgt die Uraufführung der Oper La finta principessa von Luigi Cherubini.
- 1800: Die Sinfonie Nr. 1 C-Dur op.21 von Ludwig van Beethoven wird mit großem Erfolg am Wiener Hofburgtheater uraufgeführt.

1803: Die natürliche Tochter, Erstdruck nach der Uraufführung

- 1803: Das heute nur noch selten aufgeführte Trauerspiel Die natürliche Tochter von Johann Wolfgang von Goethe hat im Hoftheater zu Weimar seine Uraufführung.
- 1842: Bei einem von Ureli Corelli Hill initiierten Treffen wird in New York die Philharmonic Symphony Society of New York gegründet. Die New Yorker Philharmoniker sind damit das älteste Symphonieorchester der USA und werden heute zu den „Big Five“ der Orchester gezählt.

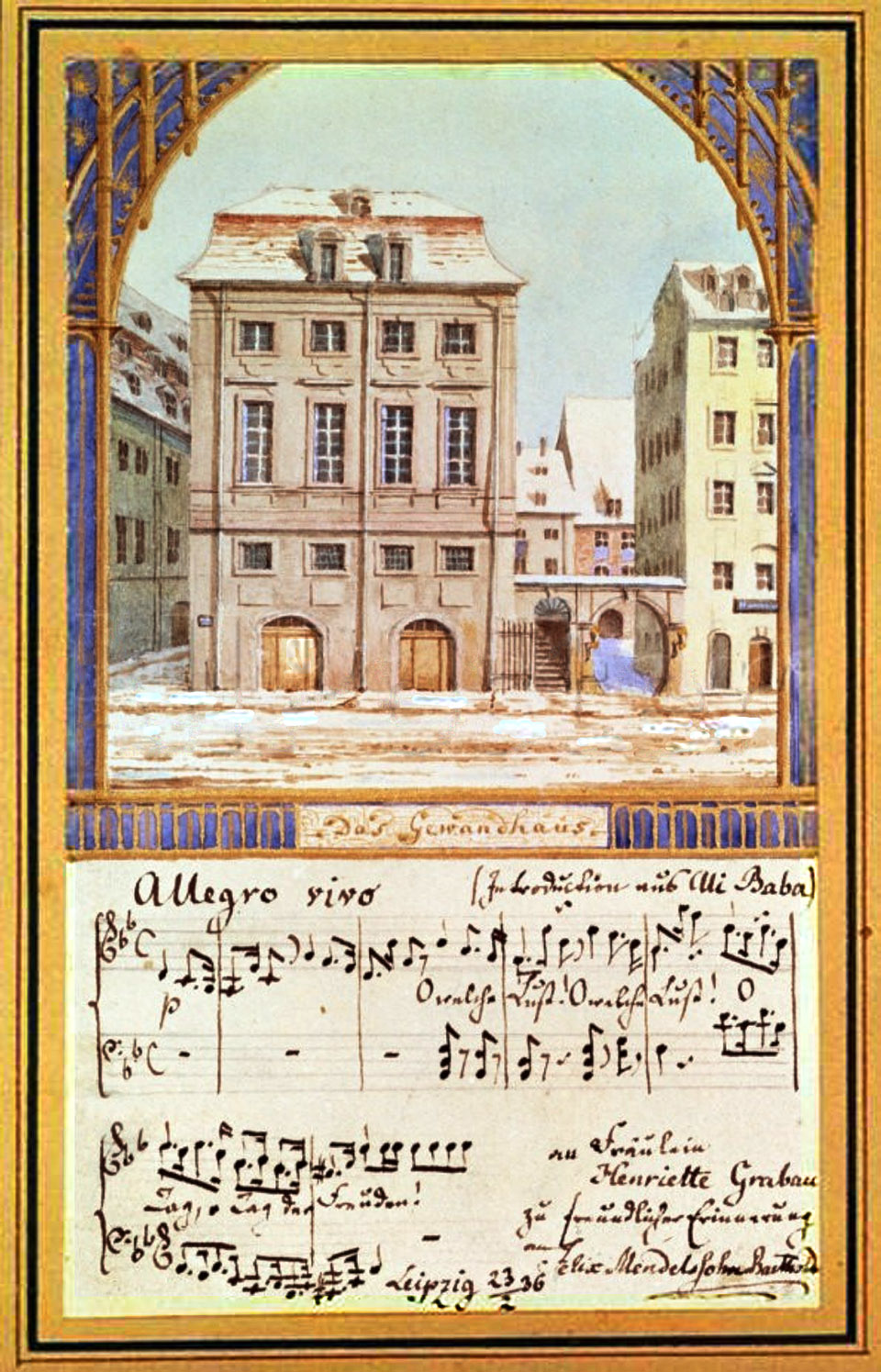
1843: Das erste Gewandhaus, gemalt von Felix Mendelssohn Bartholdy

- 1843: Der Komponist Felix Mendelssohn Bartholdy errichtet in Leipzig das Conservatorium der Musik mit Sitz im Gewandhaus.
- 1895: Die Oper Der arme Heinrich von Hans Pfitzner nach der Verserzählung von Hartmann von Aue wird am Stadttheater in Mainz uraufgeführt.
- 1910: Am Residenz-Theater in Dresden findet die Uraufführung der Operette Der letzte Jonas von Rudolf Dellinger statt.
- 1922: In New York findet die Premiere von Charlie Chaplins Film Zahltag statt.
- 1932: 29 Jahre nach der Uraufführung wird Anton Bruckners 9. Sinfonie unter Dirigent Siegmund von Hausegger zum ersten Mal in der Originalfassung aufgeführt.
- 1937: Das Theaterstück Figaro lässt sich scheiden von Ödön von Horváth als Fortsetzung von Beaumarchais’ Komödie Der tolle Tag oder Figaros Hochzeit wird am Deutschen Theater in Prag uraufgeführt.
- 1963: Das ZDF zeigt zum ersten Mal Zeichentrickfilme mit den Mainzelmännchen zwischen der Fernsehwerbung.
- 1968: Stanley Kubricks Film 2001: Odyssee im Weltraum hat am Uptown Theater in Washington, D. C. seine Weltpremiere.
- 1978: In den USA strahlt der Fernsehsender CBS die erste Folge der Serie Dallas aus. Die Seifenoper entwickelt sich zum „Straßenfeger“ und zur erfolgreichsten Fernsehserie der 80er Jahre, die bis 1991 ausgestrahlt werden wird.
- 1994: Das Videospiel Final Fantasy VI wird veröffentlicht.
- 2009: Nach 15 Jahren und 331 Episoden endet in den USA die Krankenhausserie Emergency Room – Die Notaufnahme, eine der erfolgreichsten Fernsehserien aller Zeiten.

### Gesellschaft

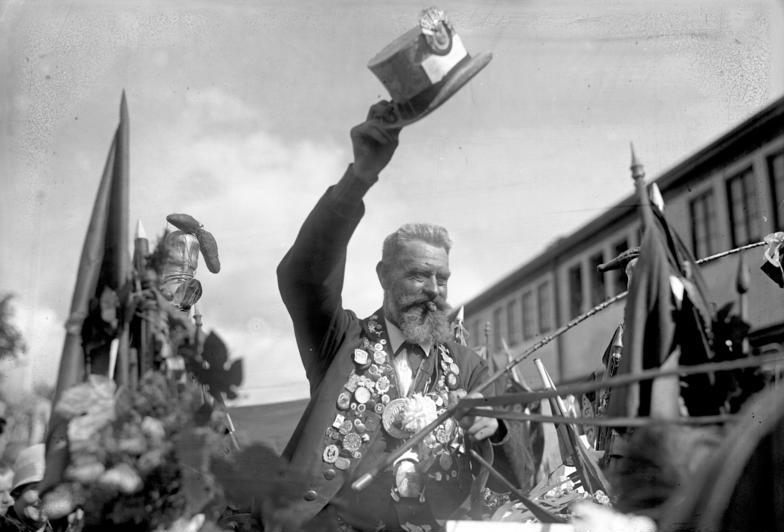
1928: Gustav Hartmann

- 1928: Der Berliner Droschkenkutscher Gustav Hartmann (Der Eiserne Gustav) beginnt aus Protest gegen den Niedergang seines Gewerbes seine aufsehenerregende Fahrt nach Paris.

### Religion
- 0999: Nach dem Tod von Gregor V. wird Gerbert von Aurillac als erster Franzose zum Papst gewählt und nimmt den Namen Silvester II. an.
- 1285: Nur vier Tage nach dem Tod von Martin IV. wird Giacomo Savelli in Perugia zum Papst gewählt und nimmt den Namen Honorius IV. an.
- 2005: Papst Johannes Paul II. stirbt in Rom. Sein Tod löst weltweit große Anteilnahme und starkes Interesse der Medien aus.

### Katastrophen

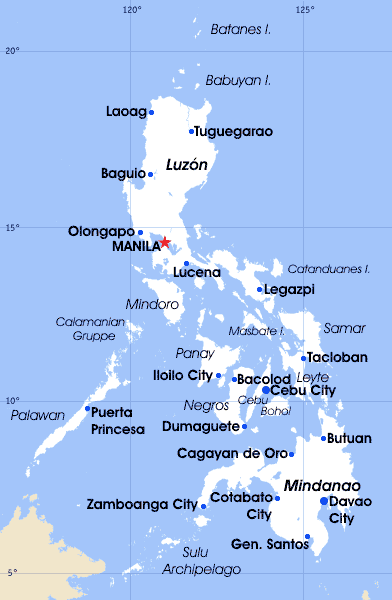
1991: Lage des Pinatubo

- 1979: Durch einen technischen Defekt gelangen Milzbrand-Sporen aus einer Fabrik für biologische Waffen in Swerdlowsk (Sowjetunion) in die Umgebung. In der Folge sterben etwa 100 Menschen.
- 1991: Mit einer phreatomagmatischen Explosion beginnt der Ausbruch des Vulkans Pinatubo auf der philippinischen Insel Luzon. Die Ausbrüche dauern bis zum August an und zerstören ein Gesamtgebiet von 150 km² im Wert von 125 Millionen Pesos. Globale Auswirkungen sind Sonnenlichtreduktion und ein Temperaturabfall von 0,4 Grad weltweit. Mindestens 875 Menschen kommen ums Leben.

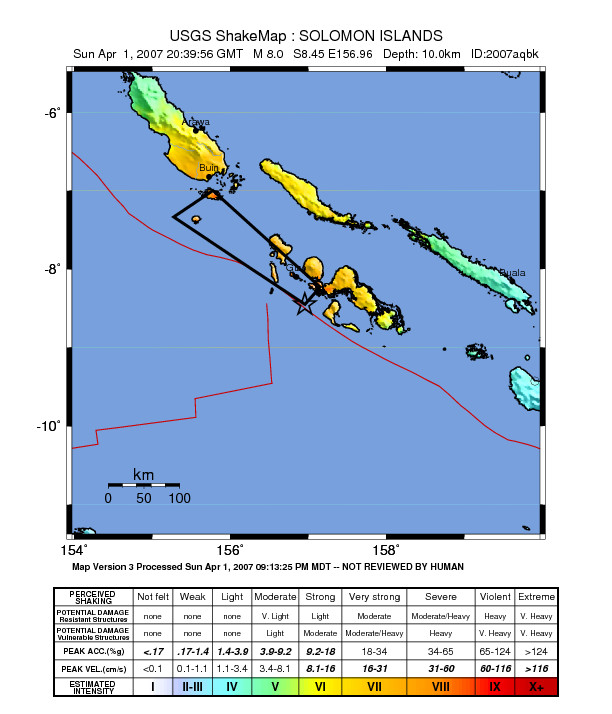
2007: Das Erdbeben bei den Salomonen

- 2007: Ein schweres Seebeben der Stärke 8,1 auf der Momenten-Magnituden-Skala löst einen Tsunami aus, der die Salomonen verwüstet. Die bis zu fünf Meter hohe Flutwelle kostet mindestens 43 Personen das Leben, zerstört 13 Dörfer und macht 5000 Menschen obdachlos.

Kleinere Unglücksfälle sind in den Unterartikeln von Katastrophe und in der Liste von Katastrophen aufgeführt.

### Natur und Umwelt
- 1979: Der Rat der EWG verabschiedet die Vogelschutzrichtlinie. Vogelfallen aller Art werden darin verboten und die Einrichtung von Vogelschutzgebieten den Mitgliedsstaaten zur Pflicht gemacht.

### Sport
- 1744: Die Gentlemen Golfers of Leith veranstalten im schottischen Leith das Turnier um den silbernen Löffel, das erste offiziell ausgeschriebene Golfturnier. Der Gewinner wird zum „Captain of the Golf“ ernannt und bekommt für ein Jahr die Oberhoheit über alle golfrelevanten Fragen, insbesondere die Regeln.

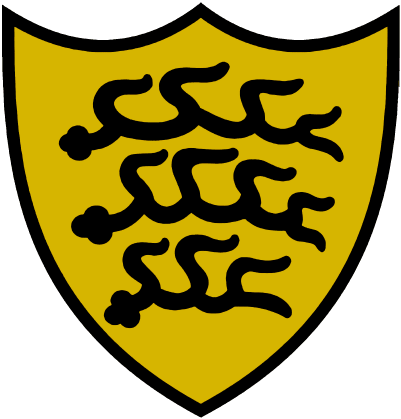
1912: Logo des VfB Stuttgart

- 1912: Durch Fusion des 1893 gegründeten Stuttgarter FV 93 mit dem Fußballverein Kronen-Club Cannstatt entsteht in Stuttgart-Cannstatt der Verein für Bewegungsspiele Stuttgart 1893 e. V..
- 1974: Das für die Fußball-Weltmeisterschaft 1974 errichtete neue Dortmunder Westfalenstadion wird mit einem Benefizspiel zwischen Borussia Dortmund und dem FC Schalke 04 eröffnet. Die Gäste gewinnen 0:3.
- 1995: Nach 232 Tagen wird der längste Spielerstreik in der Geschichte der Major League Baseball beendet. Der Streik begann am 12. August 1994 und führte dazu, dass die Saison 1994 abgesagt wurde, einschließlich der Post Season und, zum ersten Mal seit 1904, die World Series. Bis zu 948 Spiele mussten abgesagt werden. Aufgrund des Streiks wurden die beiden Spielzeiten 1994 und 1995 nicht komplett ausgetragen.
- 2011: Indien gewinnt den zehnten Cricket World Cup in Indien, Sri Lanka und Bangladesch, indem sie im Finale Sri Lanka mit 6 Wickets besiegt.

Einträge von Leichtathletik-Weltrekorden befinden sich unter der jeweiligen Disziplin unter Leichtathletik.

## Geboren

### Vor dem 18. Jahrhundert
- 0748: Karl der Große, König der Franken und Kaiser

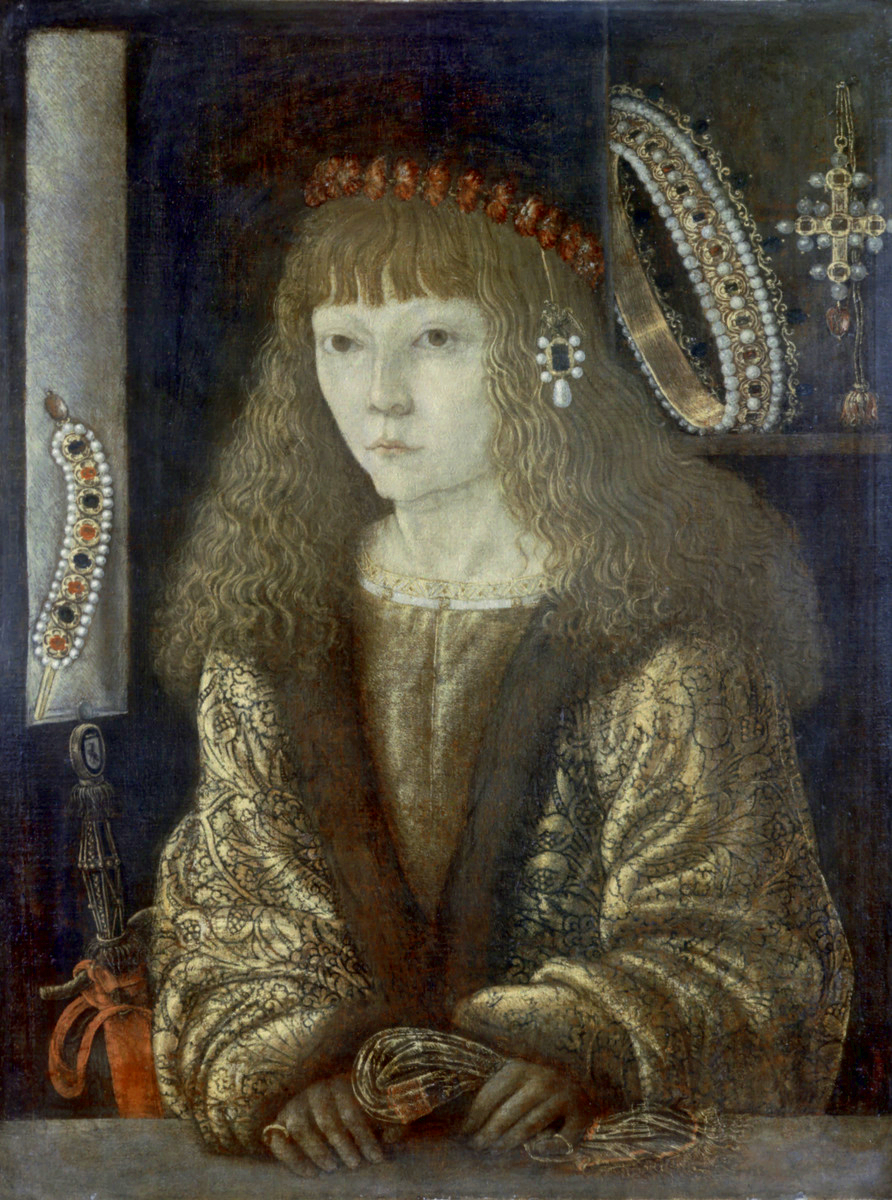
Johann Corvinus 1473

- 1473: Johann Corvinus, Graf von Hunyadi, Ban von Kroatien und Slawonien, Herzog von Slawonien, Troppau, Leobschütz, Glogau und Liptau
- 1502: Susanna von Bayern, Prinzessin von Bayern-München, Heirat Markgräfin von Brandenburg-Kulmbach und Pfalzgräfin von Neuburg
- 1511: Ashikaga Yoshiharu, japanischer Shōgun
- 1514: Guidobaldo II. della Rovere, Herzog von Urbino

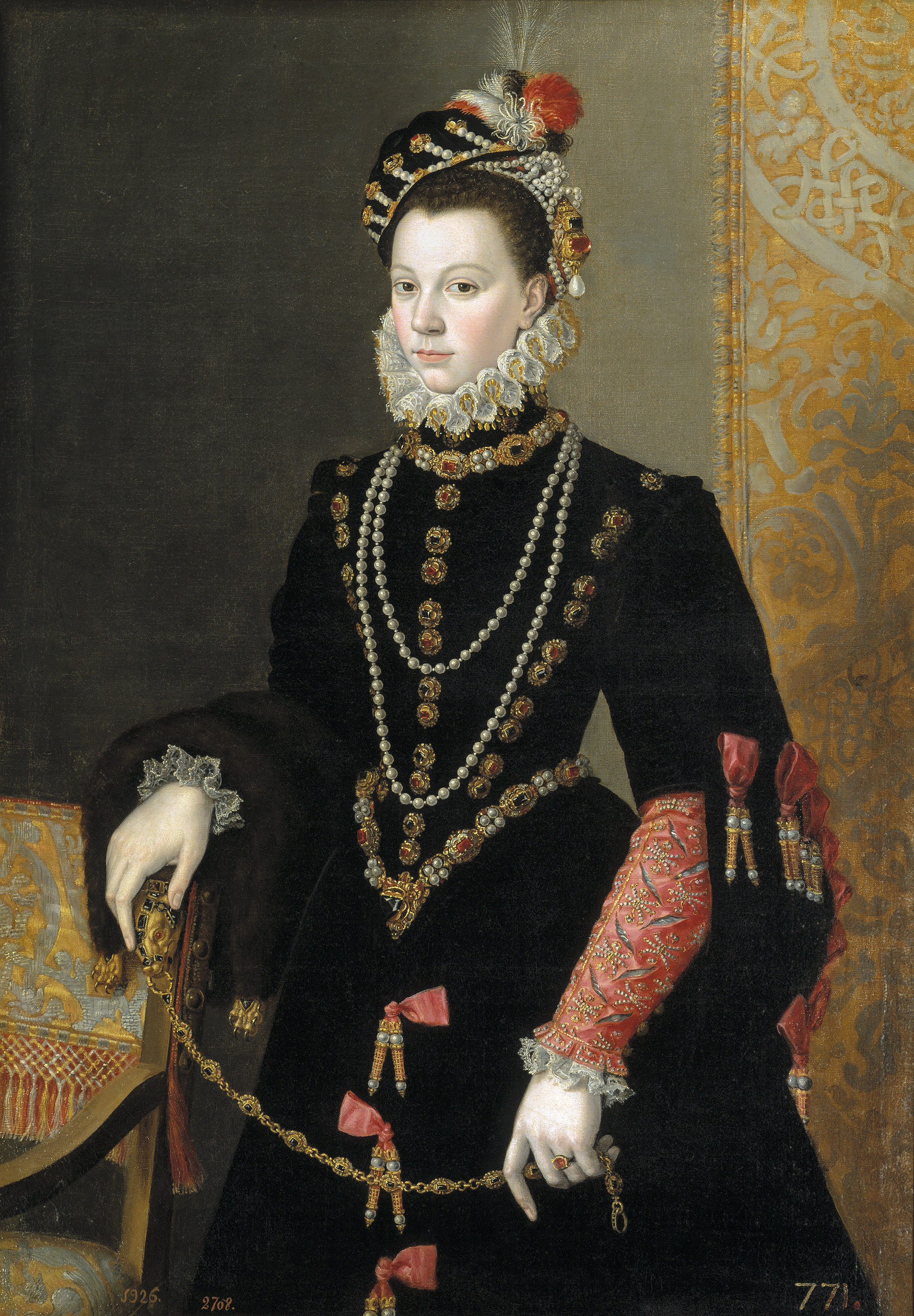
Elisabeth von Valois (* 1545)

- 1545: Elisabeth von Valois, französische Prinzessin, Königin von Spanien
- 1550: Wilhelm Zepper, reformierter Theologe, Hofprediger und Professor in Herborn
- 1565: Cornelis de Houtman, niederländischer Seefahrer
- 1566: Maria Magdalena von Pazzi, Karmelitin, Mystikerin und Heilige der katholischen Kirche
- 1586: Pietro della Valle, italienischer Reisender und Reiseschriftsteller
- 1587: Virginia Centurione Bracelli, italienische Heilige
- 1602: María von Ágreda, spanische Visionärin, Äbtissin des Franziskanerinnenkonvents in Agreda
- 1614: Jahanara Begum, Tochter des indischen Großmoguls Schah Jahan
- 1618: Francesco Maria Grimaldi, italienischer Theologe, Physiker und Mathematiker
- 1619: Anna Sophia von Pfalz-Zweibrücken-Birkenfeld, Äbtissin des Stifts Quedlinburg
- 1619: Onofrio Gabrielli, italienischer Maler
- 1626: Matthias Tretzscher, deutsch-böhmischer Orgelbauer
- 1628: Constantin Christian Dedekind, deutscher Komponist und Dichter
- 1638: John Covel, englischer Geistlicher
- 1647: Maria Sibylla Merian, Naturforscherin und Künstlerin
- 1665: Christoph I. zu Dohna-Schlodien, brandenburgisch-preußischer General
- 1671: Nicolas Samuel de Treytorrens, Schweizer Pietist
- 1689: Arthur Dobbs, britischer Kolonialverwalter, Gouverneur der Province of North Carolina
- 1691: Christian Ernst zu Stolberg-Wernigerode, Graf von Wernigerode
- 1696: Francesca Cuzzoni, italienische Opernsängerin
- 1697: Sauveur François Morand, französischer Chirurg

### 18. Jahrhundert
- 1701: Anne Pierre d’Harcourt, Herzog von Harcourt, Pair und Marschall von Frankreich
- 1711: Job Baster, niederländischer Arzt und Naturforscher
- 1713: Onno Zwier van Haren, niederländischer Staatsmann und Dichter
- 1717: Johann Augustin Dietelmair, deutscher evangelischer Theologe und Hochschullehrer
- 1717: Philipp Caspar Roos, deutscher Jurist, Amtmann und Hofrat

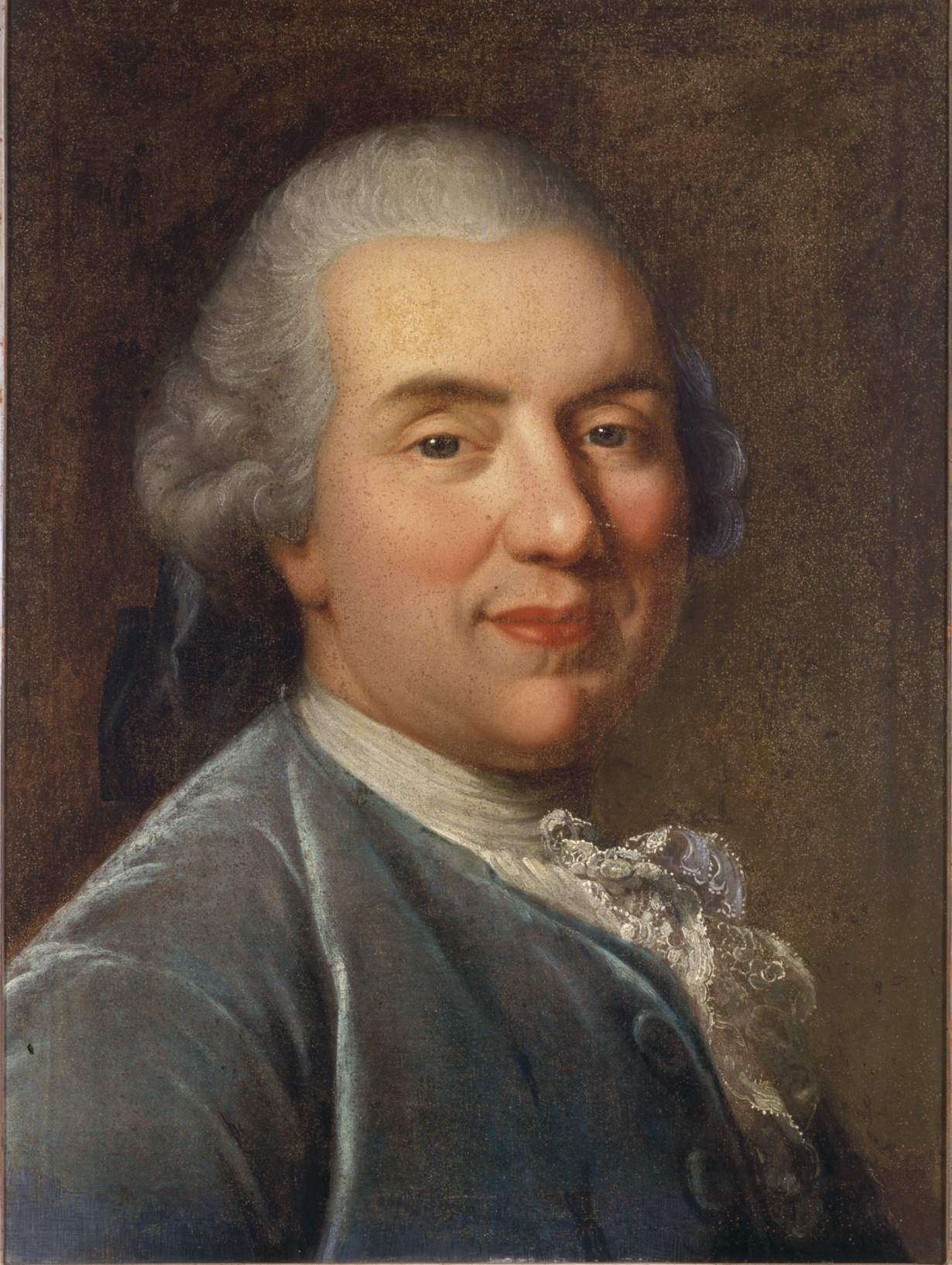
Johann Wilhelm Ludwig Gleim (* 1719)

- 1719: Johann Wilhelm Ludwig Gleim, deutscher Schriftsteller
- 1719: Franz Anton Hillebrandt, österreichischer Architekt
- 1722: Carl Ludwig von Bardeleben, preußischer Landrat
- 1723: Johann Georg Dirr, deutscher Stuckateur und Bildhauer des Rokoko
- 1724: Nikolaus Dietrich Giseke, deutscher Schriftsteller
- 1725: Giacomo Casanova, italienischer Abenteurer und Schriftsteller
- 1728: Franz Aspelmayr, österreichischer Komponist
- 1728: Leopold Otto von Gaudi, preußischer Wirklicher Geheimer Staats-, Kriegs- und Finanzminister
- 1729: Anton Sebastian von Struve, Diplomat im Dienste des Russischen Kaiserreichs
- 1731: Catherine Macaulay, englische Historikerin, Frauenrechtlerin und republikanische Schriftstellerin
- 1731: Georg Franz Wiesner, deutscher katholischer Theologe und Hochschullehrer in Würzburg
- 1733: Giacomo Tritto, italienischer Komponist und Musiklehrer
- 1735: Ernestine Christine Reiske, deutsche Autorin und Privatgelehrte
- 1739: Camillo Marcolini, sächsischer Minister, Generaldirektor der Künste und Kunstakademien sowie Direktor der Meißner Porzellanmanufaktur
- 1740: Armand Gaston Camus, französischer Politiker, Publizist und Nationalarchivar
- 1745: Richard Bassett, US-amerikanischer Politiker
- 1746: Felix Escher vom Glas, Schweizer Kaufmann und Politiker
- 1746: Rudolph Kaplunger, deutscher Bildhauer
- 1748: Johann Georg Lenz, deutscher Mineraloge, Bergrat und Professor für Mineralogie
- 1749: David Ramsay, US-amerikanischer Historiker und Politiker
- 1752: Benedikt Geygis, Schweizer Zisterzienser
- 1752: Carl Ludwig Hablitz, deutschstämmiger, russischer Naturforscher, Forschungsreisender und Staatsbeamter
- 1753: Anton Michl, deutscher Theologe
- 1758: Adolph Ludwig Karl von Scheve, deutscher Verwaltungsjurist und mecklenburg-strelitzischer Kammerpräsident
- 1760: Jean Léchelle, französischer Général de division
- 1761: Johann Dominicus Aigner, Bürgermeister der Stadt Lienz
- 1761: Cölestin Spegele, deutscher Theologe und Professor
- 1763: Christen Elster, norwegischer Politiker und Beamter
- 1764: Johann Christoph Demuth, deutscher Schauspieler, Sänger, Musikdirektor und Stadtmusikant
- 1764: John Noyes, US-amerikanischer Politiker
- 1764: Ernst Friedrich von Schlotheim, deutscher Geologe und Paläontologe
- 1765: Chrysologus Heimes, deutscher Franziskanerpater, Organist, Orgelsachverständiger und Komponist
- 1766: Franz Paul von Mittermayr, Bürgermeister von München
- 1767: Bernhard Petri, österreichischer Agronom
- 1768: Georg Friedrich Krause, preußischer Staatsrat und Forstwissenschaftler
- 1769: Georg Walter Vincent von Wiese, preußischer Staatsmann
- 1769: Placido Zurla, italienischer Ordensgeistlicher, Kardinal und Kardinalvikar
- 1770: Marie Étienne de Barbot, französischer Général de division
- 1770: Pasquale Galluppi, italienischer Philosoph
- 1770: Alexandre Sabès Pétion, Präsident von Haiti
- 1770: Carl Friedrich Wilhelm August von Ziegler und Klipphausen, deutscher Rittergutsbesitzer und Politiker
- 1771: Heinrich Christoph Kolbe, deutscher Historien- und Porträtmaler
- 1771: Franz Wirer von Rettenbach, österreichischer Mediziner, Leibarzt von Kaiser Franz I. und Lehrer
- 1771: Friedrich Ludwig von Stechow, preußischer Offizier und Träger des Ordens Pour le Mérite
- 1772: Sir John Abercrombie, britischer General
- 1776: Antonio Albertini, italienischer Dichter
- 1777: Vinzenz Billig, apostolischer Feldvikar der k.u.k. Armee
- 1782: Carl Adolph Terscheck, sächsischer Botaniker und Mitbegründer des Botanischen Gartens in Dresden
- 1782: Johannes West, dänischer Jurist und Inspektor in Grönland
- 1783: Franciszek Morawski, polnischer General, Kriegsminister, Schriftsteller und Dichter
- 1784: Adolf Eduard von Thile, preußischer General
- 1785: Sophie de Marbois-Lebrun, französische Philhellenin
- 1786: Edward Raczyński, polnischer Adliger, Gründer der Raczynski-Bibliothek
- 1788: Francisco Balagtas, spanisch-philippinischer Poet und Schriftsteller

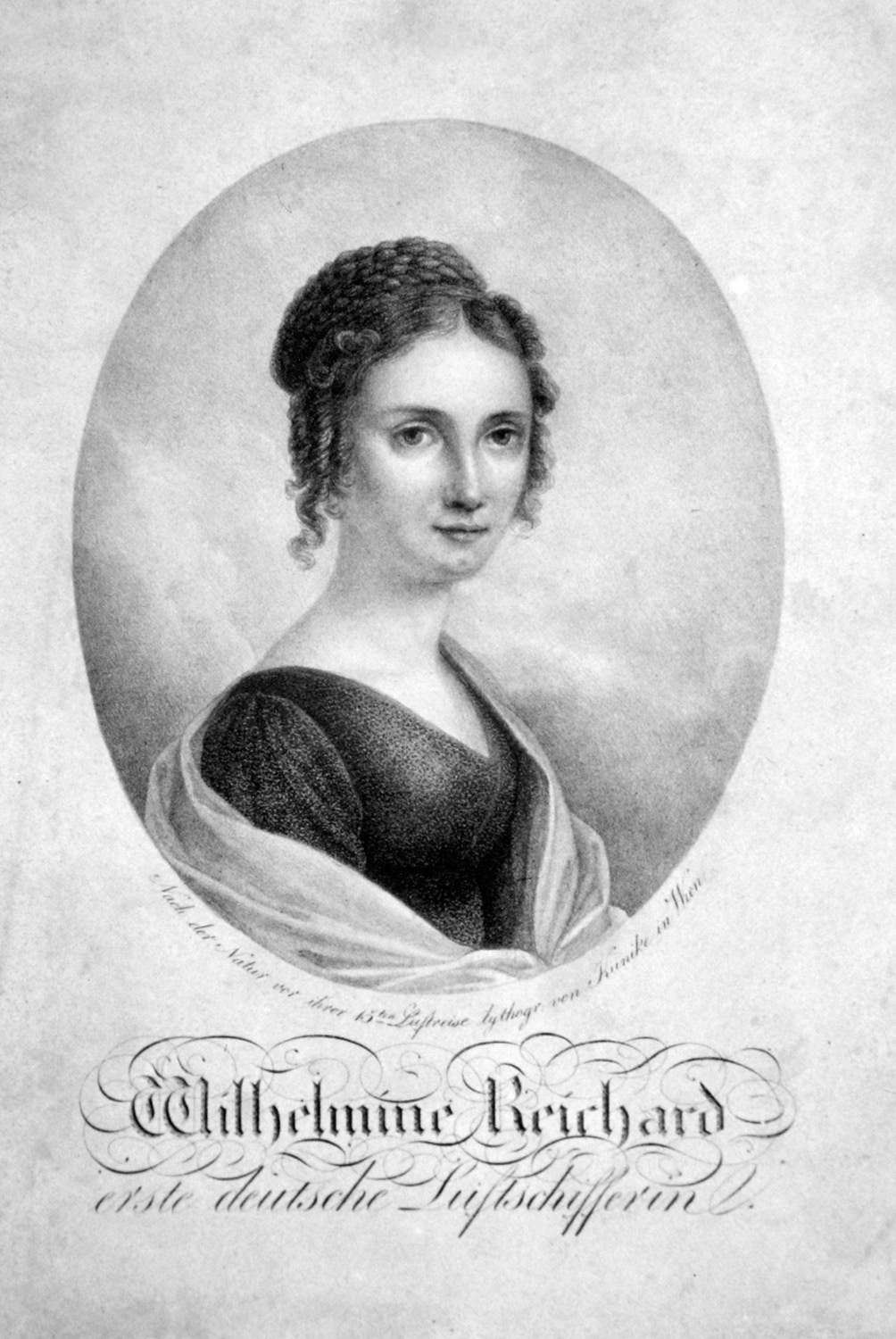
Wilhelmine Reichard (* 1788)

- 1788: Wilhelmine Reichard, erste deutsche Ballonfahrerin
- 1788: Karl Friedrich von Süßmilch genannt Hörnig, sächsischer Generalmajor
- 1789: Alois Franz Peter Glutz von Blotzheim, Schweizer Komponist und fahrender Sänger
- 1790: Jacques Lisfranc, französischer Chirurg
- 1791: David Henshaw, US-amerikanischer Politiker
- 1792: Francisco de Paula Santander, Vizepräsident von Großkolumbien und Präsident von Neugranada
- 1793: Kurt Ewald von Germar, königlich-sächsischer Major der Infanterie, Ritter des Militär-St.-Heinrichs-Ordens sowie Lehn- und Gerichtsherr
- 1793: Carl Christian Schmidt, deutscher Arzt, Journalist, Schauspieler, Theaterregisseur und Theaterdirektor
- 1796: Sébastien René Lenormand, französischer Anwalt und Botaniker
- 1796: Josef Myslimír Ludvík, tschechischer Schriftsteller und Priester
- 1796: Carl von Schlotheim, deutscher Regierungsbeamter und Abgeordneter
- 1797: John Peter Gassiot, britischer Kaufmann und Amateur-Wissenschaftler
- 1797: Johann Siegmund Mann jr., Lübecker Kaufmann und Politiker
- 1797: Franz Emil Lorenz Wimpffen, österreichischer General
- 1798: August Heinrich Hoffmann von Fallersleben, deutscher Lyriker
- 1798: Auguste Rougemont, Schweizer Politiker
- 1798: Alexander De Witt, US-amerikanischer Politiker
- 1799: Léonor-Joseph Havin, französischer Publizist und Politiker
- 1799: Francis Mason, US-amerikanischer Missionar und Naturalist
- 1799: Charles Philip Yorke, 4. Earl of Hardwicke, britischer Politiker und Admiral
- 1800: Andrzej Artur Zamoyski, polnischer Magnat und Politiker

### 19. Jahrhundert

#### 1801–1850

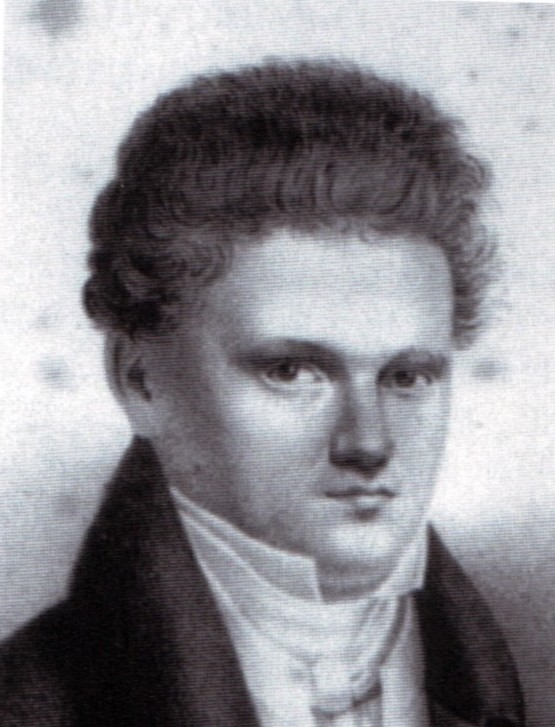
Gabriel Riesser (* 1806)

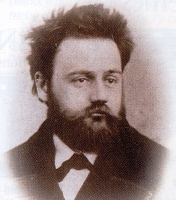
Émile Zola (* 1840)

Franziska von Kapff-Essenther (* 1849)

- 1803: Franz Lachner, deutscher Komponist und Dirigent
- 1804: Jassuda Bédarride, französischer Jurist
- 1805: Hans Christian Andersen, dänischer Dichter und Schriftsteller
- 1806: Friedrich Halm, österreichischer Dichter und Dramatiker
- 1806: Gabriel Riesser, deutscher Rechtsanwalt und Politiker
- 1806: Giacomo Antonelli, römischer Kardinal und Staatssekretär
- 1808: Gustav König, deutscher Maler
- 1810: Friedrich Wilhelm Schoen, deutscher Maler und Lithograf
- 1814: Henry Lewis Benning, US-amerikanischer Jurist und konföderierter General im Bürgerkrieg
- 1814: Hermann von Dechend, erster deutscher Reichsbankpräsident
- 1815: Esprit Espinasse, französischer General
- 1816: Franz Isidor Proschko, österreichischer Schriftsteller
- 1817: Theodor Friedrich Wilhelm Märklin, deutscher Unternehmer, Gründer der Spielzeugfirma Märklin
- 1817: Pierre Zaccone, französischer Schriftsteller
- 1819: Édouard Dubufe, französischer Maler
- 1823: Julius Ostendorf, deutscher Pädagoge und Politiker, Mitglied der Frankfurter Nationalversammlung
- 1826: Georg II. von Sachsen-Meiningen, deutscher Adliger, Reformator und Förderer des Theaters, Theaterleiter, Regisseur, Bühnenbildner und Kulturpolitiker
- 1827: William Holman Hunt, britischer Maler
- 1827: Józef Nikorowicz, polnischer Komponist
- 1830: William Black Anderson, US-amerikanischer Politiker
- 1830ː Pauline von Königsegg, österreichische Hofdame Elisabeths von Österreich-Ungarn
- 1833: August Alexander Järnefelt, finnischer General, Topograph und Gouverneur
- 1836: Antonie Jacobus Ackermann, niederländischer Pianist, Organist, Musikpädagoge und Komponist
- 1838: Léon Gambetta, französischer Staatsmann der Dritten Republik
- 1838: Josef Kalousek, tschechischer Historiker
- 1840: Émile Zola, französischer Schriftsteller und Journalist
- 1841: Daniel Draper, US-amerikanischer Meteorologe
- 1842: Dominikus Savio, italienischer Schüler bei Don Bosco
- 1843: Karl Koester, deutscher Pathologe und Hochschullehrer
- 1849: Franziska von Kapff-Essenther, österreichische Autorin, Intellektuelle und Feministin
- 1850: Paul von Andreae, deutscher Industrieller und Gutsbesitzer

#### 1851–1900

Mabel Cahill (* 1863)

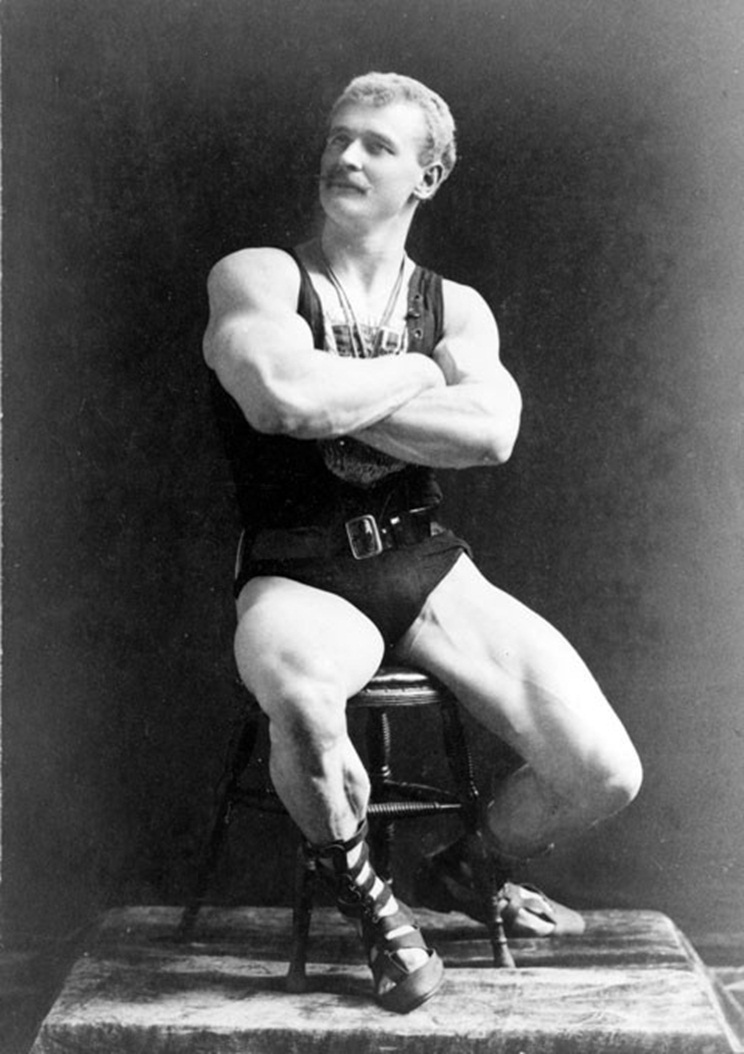
Eugen Sandow (* 1867)

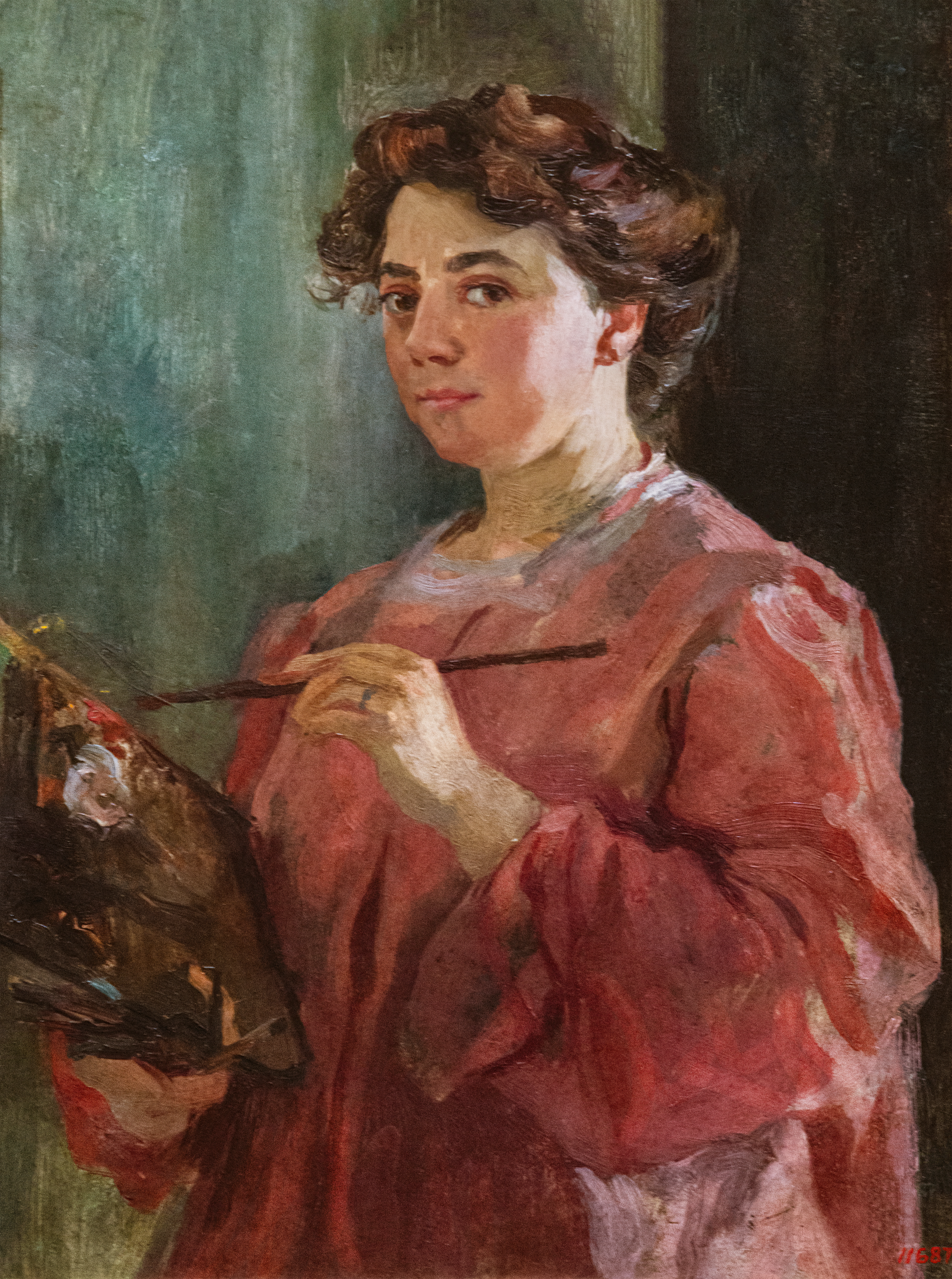
Selbstporträt (* 1876)

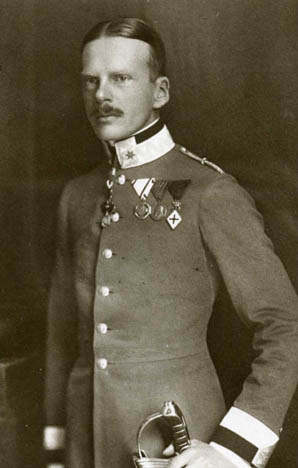
Georg von Bayern (* 1880)

Louise Schroeder (* 1887)

- 1851: Adolph Brodsky, russischer Geiger
- 1852: Anton Graf von Monts, deutscher Diplomat
- 1853: William Wildman Campbell, US-amerikanischer Politiker
- 1853: Antonio Cavalieri Ducati, italienischer Unternehmer
- 1853: Max Leenhardt, französischer Maler
- 1854: August Görlach, deutscher Landwirt und Politiker
- 1854: Arnold Schottländer, deutscher Schachmeister
- 1854: Nəcəf bəy Vəzirov, aserbaidschanischer Schriftsteller, Dramatiker, Publizist und Theatermann
- 1858: Alfons Szczerbiński, polnischer Komponist und Musikpädagoge
- 1861: Eugen Dietschi-Kunz, Schweizer Buchdrucker und Burgenkundler
- 1861: Richard Reitzenstein, deutscher Altphilologe und Religionshistoriker
- 1862: Nicholas Murray Butler, US-amerikanischer Philosoph und Publizist
- 1862: Adalbert Seligmann, österreichischer Maler und Kunstkritiker
- 1863ː Mabel Cahill, irische Tennisspielerin
- 1865: Francis Alexander Anglin, kanadischer Richter
- 1867: Eugen Sandow, Begründer des Bodybuildings
- 1868: Karl Dunkmann, evangelischer Theologe und Soziologe
- 1869: Hughie Jennings, US-amerikanischer Baseballspieler
- 1870: Josef Moser, österreichischer Politiker und Bundesrat
- 1872: Hans Lietzmann, deutscher Maler und Zeichner
- 1872: Ludwig Habich, deutscher Bildhauer
- 1872: Alois Scheiwiler, Bischof von St. Gallen
- 1874: Frank Elmore Ross, US-amerikanischer Astronom und Physiker
- 1874: Josef Schmitt, deutscher Jurist und Politiker
- 1875: Hermann Delago, österreichischer Alpinist
- 1875: Theodor Francksen, deutscher Kunstsammler
- 1875: Walter Percy Chrysler, US-amerikanischer Automobil-Pionier
- 1876ː Lluïsa Vidal, spanische Malerin
- 1876ː Ethel Lina White, britische Autorin von Romanen, die teilweise von Hitchcock verfilmt wurden
- 1877: Otto Bruchwitz, deutscher Pädagoge und Heimatforscher
- 1878: Antun Dobronić, kroatischer Komponist
- 1879: Alexander Moissi, österreichischer Schauspieler
- 1880: Georg von Bayern, Prinz von Bayern
- 1881: Diran Alexanian, armenischer Cellist, Komponist und Musikpädagoge
- 1881: Helen Brewster Owens, US-amerikanische Mathematikerin und Frauenrechtlerin
- 1881ː Elisabeth Kitzinger, deutsche Wohlfahrtspflegerin
- 1882: Herbert von Dirksen, deutscher Diplomat
- 1884: Dolf Kessler, niederländischer Fußballspieler
- 1886: Egon Caesar Conte Corti, österreichischer Schriftsteller
- 1886: Bruno Karl August Jung, deutscher Politiker
- 1887: Louise Schroeder, deutsche Politikerin
- 1888: Louis Colas, französischer Autorennfahrer
- 1888: Marietta Sergejewna Schaginjan, sowjetische Schriftstellerin
- 1889: Julius Andree, deutscher Professor
- 1889: Gregor Rabinowitsch, russischer Filmproduzent
- 1890: Agnes Straub, deutsche Schauspielerin

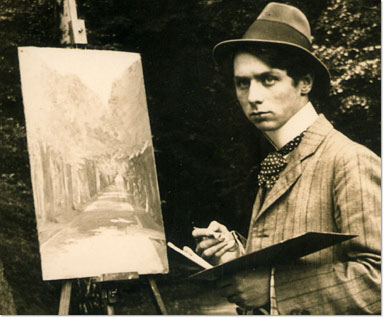
Max Ernst (* 1891)

- 1891: Max Ernst, deutscher Maler des Dadaismus und des Surrealismus
- 1892: Maurice-Yves Sandoz, Schweizer Schriftsteller
- 1893: Sergei Protopopow, russischer Komponist
- 1894: Richard Drauz, deutscher Politiker, MdR, Kriegsverbrecher
- 1894: Walter Mittelholzer, Schweizer Luftfahrtpionier
- 1895: Georg Baur, deutscher Politiker, MdB, MdL
- 1896: Franciszek Raszeja, polnischer Mediziner und Hochschullehrer
- 1897: Soghomon Tehlirian, armenischer Attentäter
- 1899: Heinrich Rau, deutscher Politiker, MdL, Parteifunktionär, Vorsitzender der Staatlichen Plankommission und Minister der DDR
- 1899: Robert Hill, britischer Biochemiker
- 1899: Vinzenz Platajs, Zeuge Jehovas und NS-Opfer
- 1900: Roberto Arlt, argentinischer Erzähler, Dramatiker und Journalist

### 20. Jahrhundert

#### 1901–1925
- 1901: Ernst Hölder, deutscher Mathematiker
- 1901: Karl Höll, deutscher Lebensmittelchemiker
- 1902: Eva Guttsman Ostwalt, deutsche Zeitzeugin und Überlebende des Holocaust
- 1902: Bade Ghulam Ali Khan, indischer Sänger
- 1902: Jan Tschichold, deutscher Schriftentwerfer, Kalligraf, Typograf, Autor und Lehrer
- 1903: Gabriel Cusson, kanadischer Komponist und Musikpädagoge
- 1903: Carl Borro Schwerla, deutscher Autor, Journalist und Regisseur

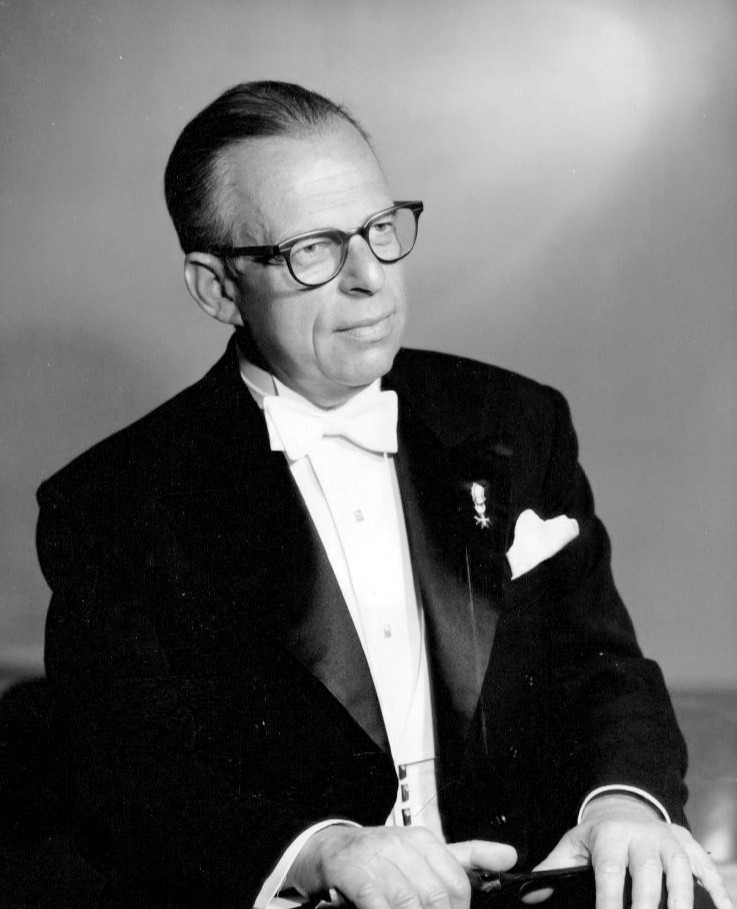
Kurt Adler (* 1905)

- 1905: Kurt Herbert Adler, österreichisch-US-amerikanischer Dirigent
- 1905: Andrea Schorta, Schweizer Romanist
- 1905: Herman Walder, US-amerikanischer Musiker
- 1906: Lisa Czóbel, deutsche Ausdruckstänzerin
- 1907: Alfred Ackermann, Schweizer Politiker und Unternehmer
- 1907: Harald Andersson, schwedischer Leichtathlet
- 1907: Lucius Benjamin Appling, US-amerikanischer Baseballspieler und -manager
- 1907: Helene Reschovsky, österreichisch-amerikanische Mathematikerin
- 1909: Edo Osterloh, evangelischer Theologe und Politiker
- 1909: Osmar White, australischer Journalist, Korrespondent und Schriftsteller
- 1909: Jean Kurt Forest, deutscher Komponist und Musiker
- 1910: Carlo Carretto, italienischer Schriftsteller
- 1910: Theodor Siers, deutscher Schachproblemkomponist und Autor
- 1910: Walter Prager, Schweizer Skirennläufer
- 1911: Darrell A. Amyx, US-amerikanischer Klassischer Archäologe
- 1911: John Montague, kanadischer Geiger und Musikpädagoge
- 1911: Wanda Wróblewska, polnische Theaterregisseurin
- 1914: Alfons Deissler, deutscher katholischer Theologe

Alec Guinness (* 1914)

- 1914: Alec Guinness, britischer Schauspieler
- 1914: David Ouchterlony, kanadischer Organist, Musikpädagoge und Komponist
- 1915: Otto Fischer, Schweizer Politiker
- 1915: Theodor Haller, Schweizer Hörfunk- und Fernsehmoderator
- 1915: Gerhard Hilbrecht, deutscher Leichtathlet
- 1916: Oleg Lundstrem, russischer Jazz-Musiker
- 1917: Iris von Roten, Schweizer Juristin, Journalistin und Frauenrechtlerin
- 1917: Maria Holst, österreichische Theater- und Filmschauspielerin
- 1919: Delfo Cabrera, argentinischer Marathonläufer
- 1921: Natalie de Blois, US-amerikanische Architektin
- 1921: Jiří Adamíra, tschechischer Schauspieler
- 1921: Theodor Herrmann, deutscher Fußballspieler
- 1922: Dino Monduzzi, Kardinal
- 1922: Franz Ortner, österreichischer Journalist
- 1923: Adãozinho, brasilianischer Fußballspieler
- 1923ː Genovaitė Sabaliauskaitė, litauische Ballettartistin und Choreografin
- 1923: George Spencer-Brown, britischer Philosoph und Mathematiker
- 1924: Hans Faillard, Professor für Biochemie und physiologische Chemie
- 1925: Hans Rosenthal, deutscher Quizmaster
- 1925: Walerian Wróbel, polnischer Zwangsarbeiter

#### 1926–1950
- 1926: Jack Brabham, australischer Autorennfahrer
- 1926: Max Greger, deutscher Bandleader und Musiker
- 1926: Edgar Hilsenrath, deutscher Schriftsteller
- 1926: Dieter Schaad, deutscher Schauspieler
- 1926: William Windham, britischer Ruderer
- 1927: Rolf Andiel, deutscher Maler, Grafiker und Zeichner
- 1927: Rita Gam, US-amerikanische Schauspielerin

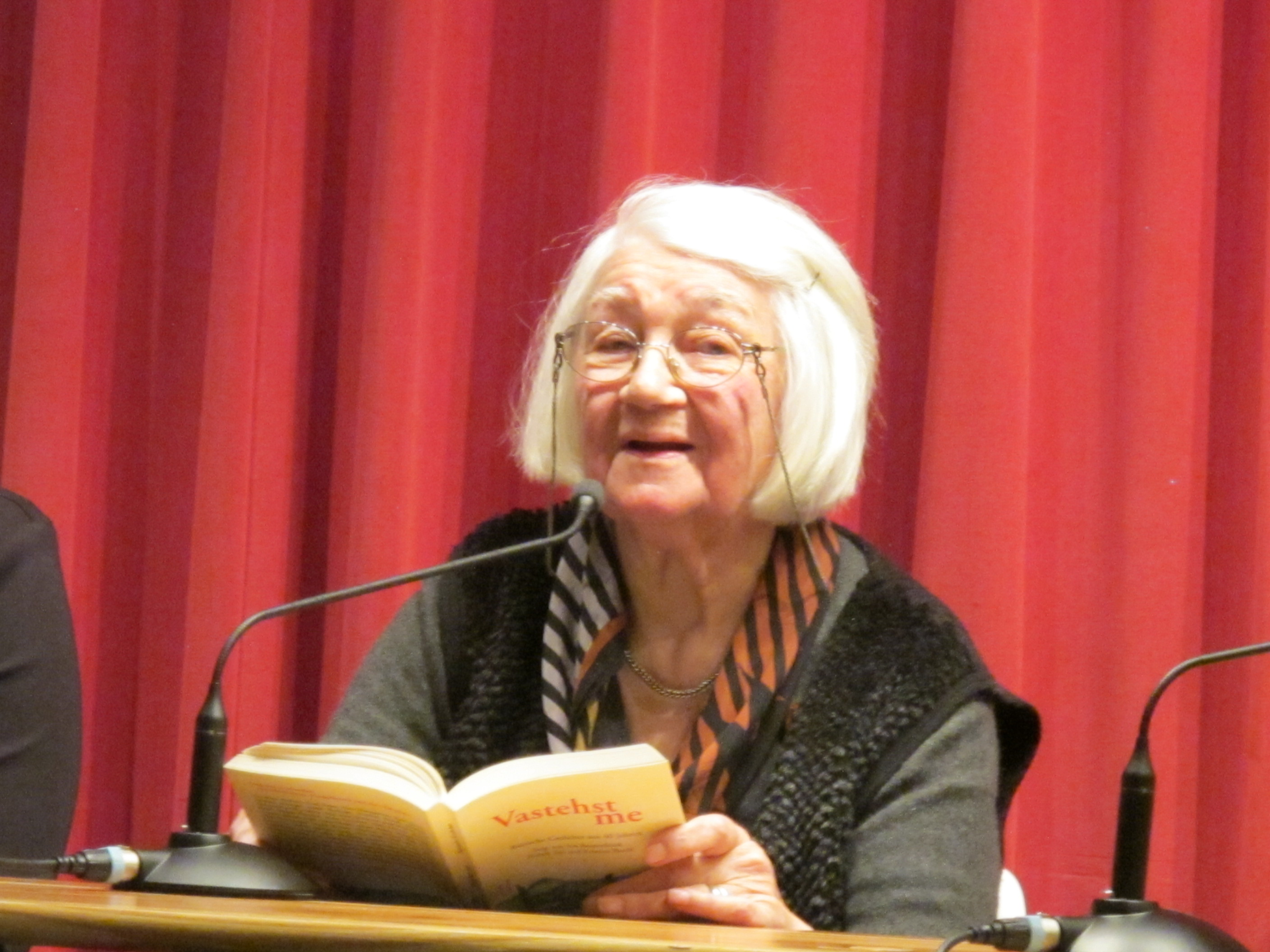
Margret Hölle (* 1927)

- 1927: Margret Hölle, deutsche Lyrikerin und Erzählerin
- 1928: Alain Vanzo, französischer Opernsänger
- 1928: Gino Munaron, italienischer Autorennfahrer
- 1928: Dolly Rathebe, südafrikanische Jazz- und Blues-Sängerin, Schauspielerin
- 1928: Joseph Bernardin, Erzbischof von Chicago und Kardinal
- 1928: Serge Gainsbourg, französischer Chanson-Dichter, -Komponist und -Sänger
- 1929: Frans Andriessen, niederländischer Politiker
- 1929: Heinrich Beck, deutscher Philologe
- 1929: Hans Koschnick, deutscher Politiker
- 1930: Trudi Roth, Schweizer Schauspielerin und Kabarettistin
- 1931: Howard Engel, kanadischer Schriftsteller
- 1931: Jacques Miller, australischer Wissenschaftler französischer Herkunft
- 1932: Diane Cilento, australische Schauspielerin
- 1932: Edward Michael Egan, emeritierter Erzbischof von New York und Kardinal
- 1932: Joanna Chmielewska, polnische Schriftstellerin
- 1932: Siegfried Rauch, deutscher Schauspieler
- 1932ː Margarita Xhepa, albanische Schauspielerin

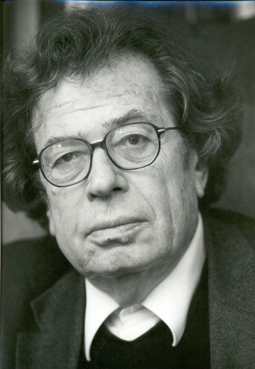
György Konrád (* 1933)

- 1933: György Konrád, ungarischer Schriftsteller
- 1934: Hans-Jürgen Warnecke, deutscher Wissenschaftler
- 1934: Paul Cohen, US-amerikanischer Mathematiker
- 1934: David Zafer, kanadischer Geiger, Dirigent und Musikpädagoge
- 1935: Dieter Schneider, deutscher Wirtschaftswissenschaftler
- 1935: Ivo Trumbić, jugoslawischer Wasserballspieler
- 1937: Waltraud Fischer, deutsche Handballspielerin
- 1937: Alexandra Kluge, deutsche Ärztin und Schauspielerin
- 1938: Martine Franck, Fotografin
- 1938: Warner Mack, US-amerikanischer Country-Musiker
- 1938: Ralf Petersen, deutscher Komponist
- 1938: Hans-Michael Rehberg, deutscher Schauspieler und Regisseur
- 1938: Lothar Schünemann, deutscher Endurosportler
- 1938: Darius Young, US-amerikanischer Sportschütze
- 1939: Reinhard Bentmann, deutscher Kunsthistoriker und Denkmalpfleger
- 1939: Klaus Ender, deutscher Fotograf und Buchautor

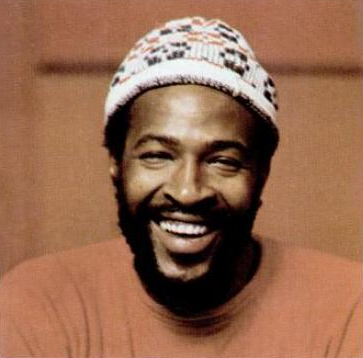
Marvin Gaye (* 1939)

- 1939: Marvin Gaye, US-amerikanischer Sänger
- 1939: Franz Koschina, österreichischer Boxer
- 1939: Jack Wilson, kanadischer Eishockeyspieler
- 1940: Michael Garleff, deutscher Historiker
- 1940: Donald Jackson, kanadischer Eiskunstläufer
- 1940: Karl-Heinz Thielen, deutscher Fußballspieler
- 1940: Mike Hailwood, britischer Motorradrennfahrer
- 1941: Hildegunde Piza-Katzer, österreichische Chirurgin
- 1942: Suzanne Baumann, Schweizer Künstlerin
- 1942: Neithard Bethke, deutscher Kirchenmusiker
- 1942: Robert Hagmann, Schweizer Radrennfahrer
- 1942: Jean-Noël Jeanneney, französischer Historiker und Politiker
- 1942: Leon Russell, US-amerikanischer Musiker
- 1943: Heinz Abels, deutscher Soziologe
- 1943: Troels Kløvedal, dänischer Schriftsteller
- 1943: Jörg König, deutscher Politiker
- 1943: Karl-Siegbert Rehberg, deutscher Soziologe
- 1943: Antonio Sabàto, italienischer Schauspieler
- 1945: Hans-Wolfgang Arndt, deutscher Professor für Steuerrecht

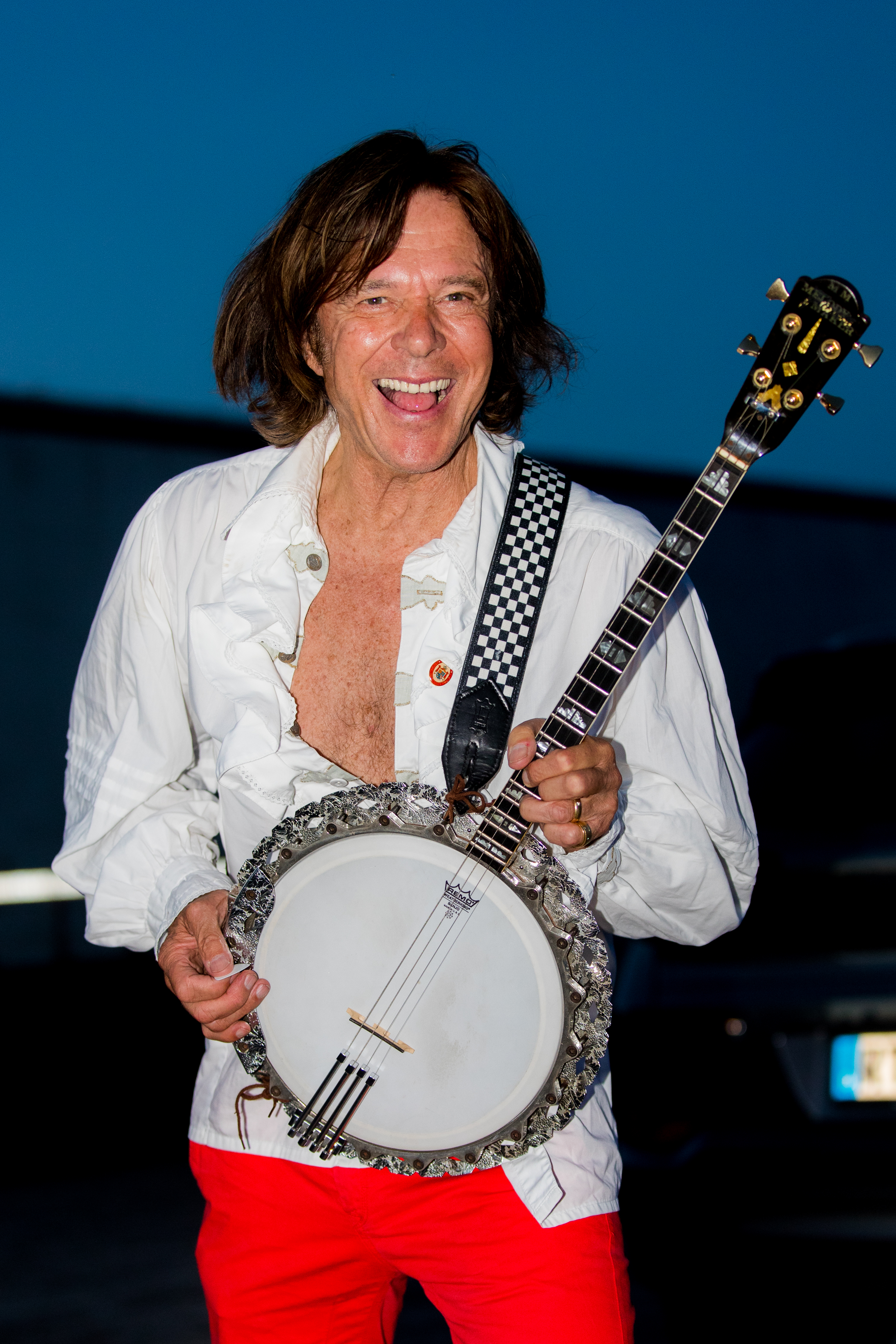
Jürgen Drews (* 1945)

- 1945: Jürgen Drews, deutscher Sänger
- 1945: Guy Fréquelin, französischer Motorsportler

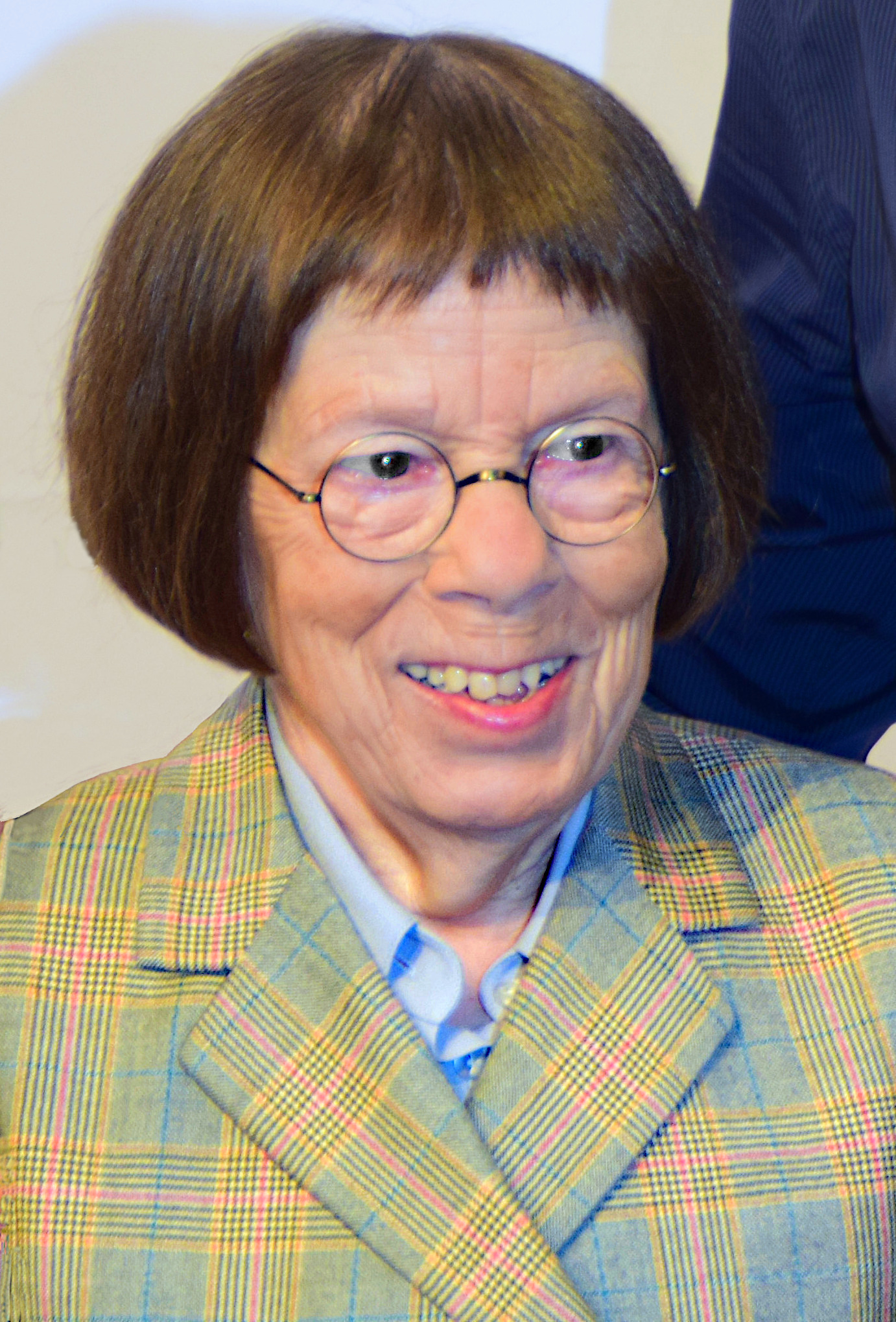
Linda Hunt (* 1945)

- 1945: Linda Hunt, US-amerikanische Schauspielerin
- 1946: Brigitte Struzyk, deutsche Schriftstellerin
- 1946: Lajos Koltai, ungarischer Kameramann
- 1946: Sue Townsend, englische Autorin
- 1947ː Paquita la del Barrio, mexikanische Sängerin

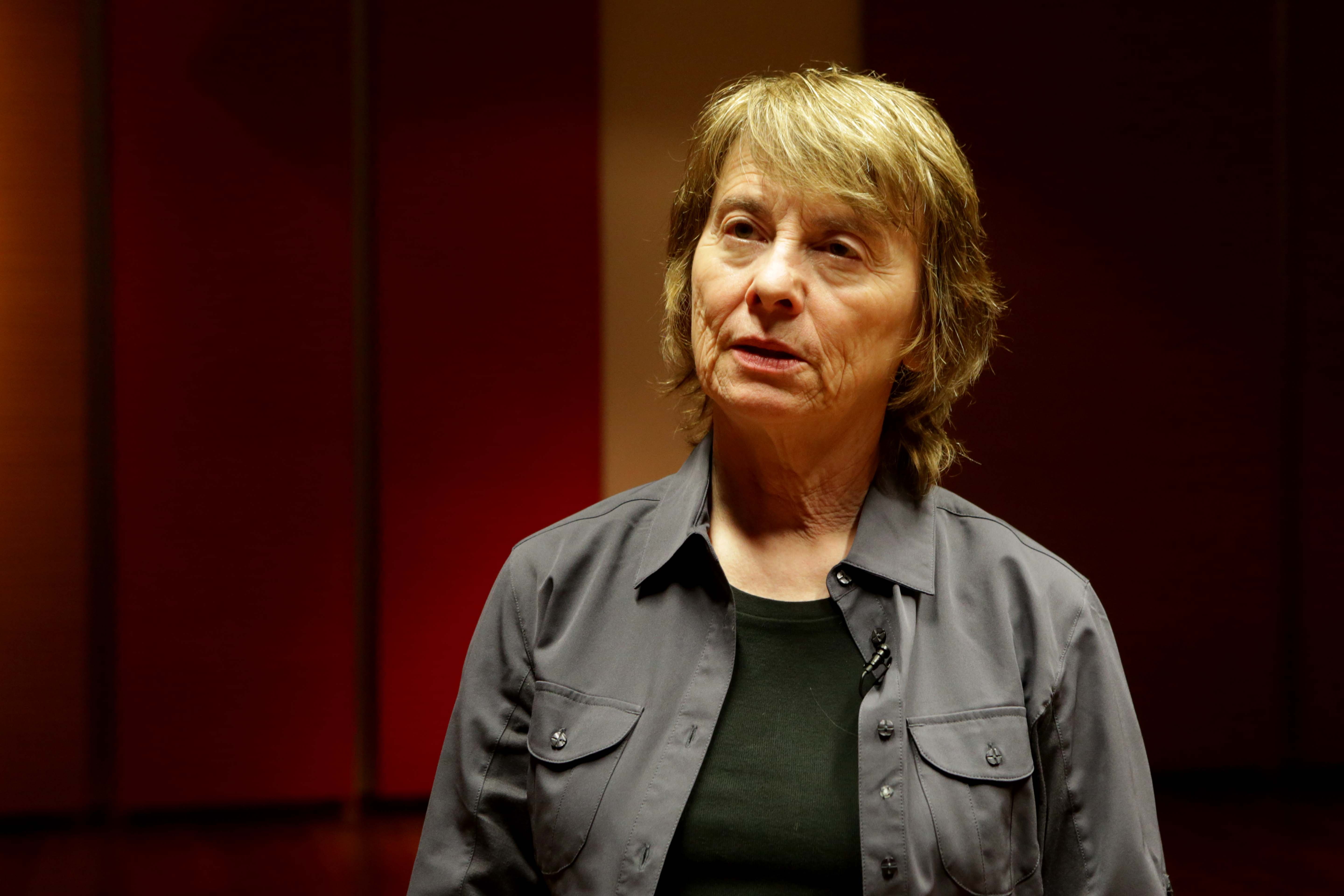
Camille Paglia (* 1947)

- 1947: Emmylou Harris, US-amerikanische Country-Sängerin
- 1947: Camille Paglia, Kunst- und Kulturhistorikerin
- 1948: Peter Clark, britischer Automobilrennfahrer
- 1948: Michael Gerhardt, deutscher Jurist, Richter des Bundesverfassungsgerichts
- 1948: Hendrik Snoek, deutscher Springreiter
- 1949: Pamela Reed, US-amerikanische Schauspielerin
- 1949: Per Husby, norwegischer Jazzpianist und Komponist
- 1949ː Dörthe Jung, deutsche Unternehmensberaterin, Publizistin und Frauenrechtlerin
- 1949: Steve Saleen, US-amerikanischer Autorennfahrer und Unternehmer
- 1950: Klaus Arp, deutscher Komponist, Dirigent und Musikpädagoge
- 1950: Alan Balsam, US-amerikanischer Filmeditor

#### 1951–1975
- 1951: Erwin Hadewicz, deutscher Fußballspieler

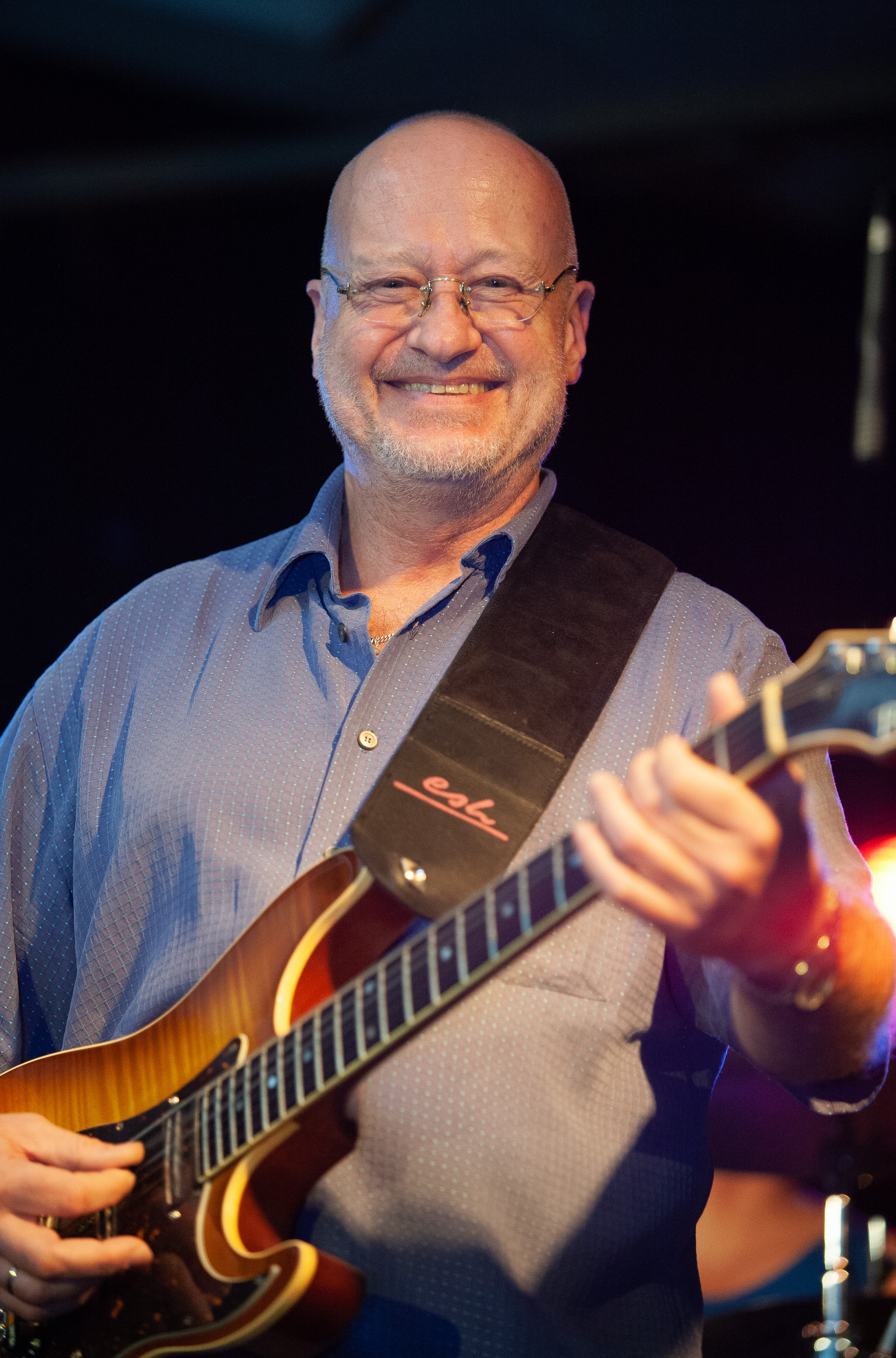
Alex Conti (* 1952)

- 1952: Alex Conti, deutscher Gitarrist
- 1952: Richard Spénard, kanadischer Autorennfahrer
- 1953: Will Hoy, britischer Autorennfahrer
- 1953: Eivind Reiten, norwegischer Politiker
- 1953: Krzysztof Krauze, polnischer Filmregisseur
- 1954: Gregory Abbott, US-amerikanischer Musiker, Sänger, Komponist und Musikproduzent
- 1954: Wladimir Iljitsch Afromejew, russischer Geschäftsmann, Schachspieler und -organisator
- 1955: Peter Jung, deutscher Politiker
- 1955: Etibar Məmmədov, aserbaidschanischer Politiker
- 1955: Nikolai Karlowitsch Swanidse, russischer Fernsehjournalist und -moderator
- 1956: Johannes Bündgens, deutscher Geistlicher, Weihbischof im Bistum Aachen
- 1956: Heidi Lippmann, deutsche Politikerin
- 1957: Caroline Dean, britische Botanikerin und Molekularbiologin
- 1957: Barbara Jordan, US-amerikanische Tennisspielerin
- 1958: Roland Gewalt, deutscher Politiker
- 1958: Franz Nietlispach, Schweizer Sportler und Politiker
- 1958: Olaf Prenzler, deutscher Leichtathlet
- 1958: Dierk Schmäschke, deutscher Handballspieler und -manager
- 1959: Gelindo Bordin, italienischer Marathonläufer
- 1959: Juha Kankkunen, finnischer Rallyefahrer
- 1959: Rolf Schwanitz, deutscher Politiker

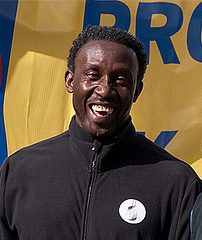
Linford Christie (* 1960)

- 1960: Linford Christie, britischer Leichtathlet
- 1960: Matthias Jacob, deutscher Biathlet
- 1960: Helmut Rogl, österreichischer Komponist
- 1961: Christopher Meloni, US-amerikanischer Schauspieler
- 1961: Karina Thayenthal, deutsche Schauspielerin
- 1962: Billy Dean, US-amerikanischer Country-Musiker
- 1963: Barbara Stöckl, österreichische Journalistin und Fernsehmoderatorin
- 1963: Martin Schermaier, österreichischer Jurist und Rechtshistoriker
- 1963: Mike Gascoyne, britischer Formel-1-Konstrukteur
- 1963: Thomas Blachman, dänischer Jazzschlagzeuger
- 1963: Paul Wehage, US-amerikanischer Komponist und Saxophonist
- 1964: Elke Achleitner, österreichische Geodätin und Politikerin
- 1964: Harald Beyer, chilenischer Politiker
- 1864: Béatrice Graf, Schweizer Musikerin
- 1964: Andreas Grünbichler, österreichischer Wirtschaftswissenschaftler, Finanzmanager und Professor
- 1964: Goran Karan, kroatischer Sänger

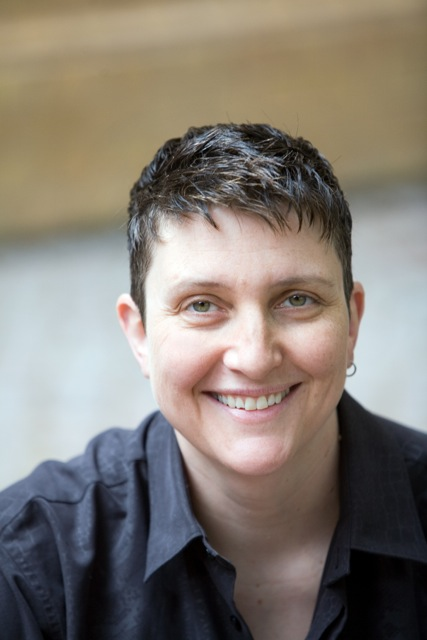
Manuela Kay (* 1964)

- 1964ː Manuela Kay, deutsche Journalistin und Autorin, LGBT-Aktivistin
- 1964: Didier Tholot, französischer Fußballspieler und -trainer
- 1964: James Sean Wall, US-amerikanischer Geistlicher
- 1965: Dawit Gamqrelidse, georgischer Oppositionsführer
- 1965: Rodney King, afroamerikanischer US-Bürger
- 1965: Ernst Kirchweger, erstes politisches Todesopfer in Österreich nach 1945
- 1966: Mara Kayser, deutsche volkstümliche Sängerin
- 1966: Teddy Sheringham, englischer Fußballspieler
- 1967: Ajay Devgan, indischer Filmschauspieler
- 1967: Frank Geideck, deutscher Fußballspieler und -lehrer
- 1967: Renée Estevez, US-amerikanische Schauspielerin
- 1967: Claudia Nowak, deutsche Juristin

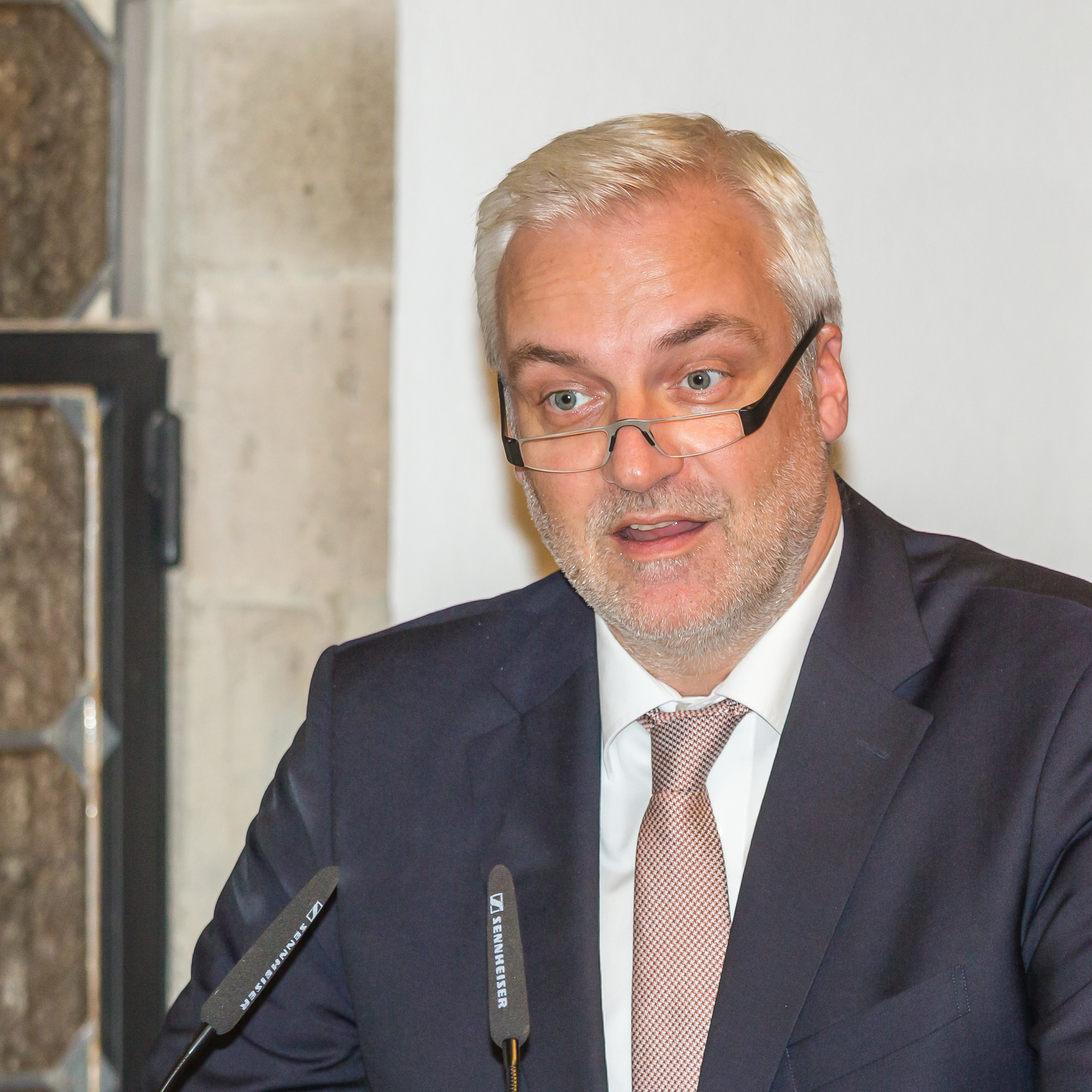
Garrelt Duin (* 1968)

- 1968: Garrelt Duin, deutscher Politiker
- 1968: Sascha Korf, deutscher Moderator, Komiker, Improvisationskünstler und Schauspieler
- 1969: Hendrik Herzog, deutscher Fußballspieler
- 1969: Mariella Ahrens, deutsche Schauspielerin
- 1970: Christoph Erdmenger, deutscher Politiker und Umweltwissenschaftler
- 1970: Dag Bjørndalen, norwegischer Biathlet
- 1970: Jamison Newlander, US-amerikanischer Schauspieler
- 1971: Francisco Arce, paraguayischer Fußballspieler und -trainer
- 1971: Gwenaëlle Aubry, französische Philosophin und Schriftstellerin
- 1971: Yasmina Djaballah, deutsche Schauspielerin
- 1971: Edmundo, brasilianischer Fußballspieler
- 1971: Elton, deutscher Fernsehmoderator
- 1971: Annabelle Mandeng, deutsche Schauspielerin, Moderatorin und Model
- 1971: Todd Woodbridge, australischer Tennisspieler
- 1972: Thomas Glavinic, österreichischer Schriftsteller
- 1972: Samir Kamouna, ägyptischer Fußballspieler
- 1972: Peter Rosenberger, deutscher Politiker
- 1973: Roselyn Sánchez, puerto-ricanische Schauspielerin
- 1973: Jan Vahrenhold, deutscher Informatiker
- 1973: Tine Wittler, deutsche Schriftstellerin und Fernsehmoderatorin
- 1974: Jesko Friedrich, deutscher Autor und Darsteller
- 1974: Harold Hunter, US-amerikanischer Skater
- 1974: Alicia Kowaltowski, brasilianische Medizinerin und Biochemikerin
- 1975: Pedro Pascal, chilenisch-US-amerikanischer Schauspieler
- 1975: Adam Rodriguez, US-amerikanischer Schauspieler

#### 1976–2000

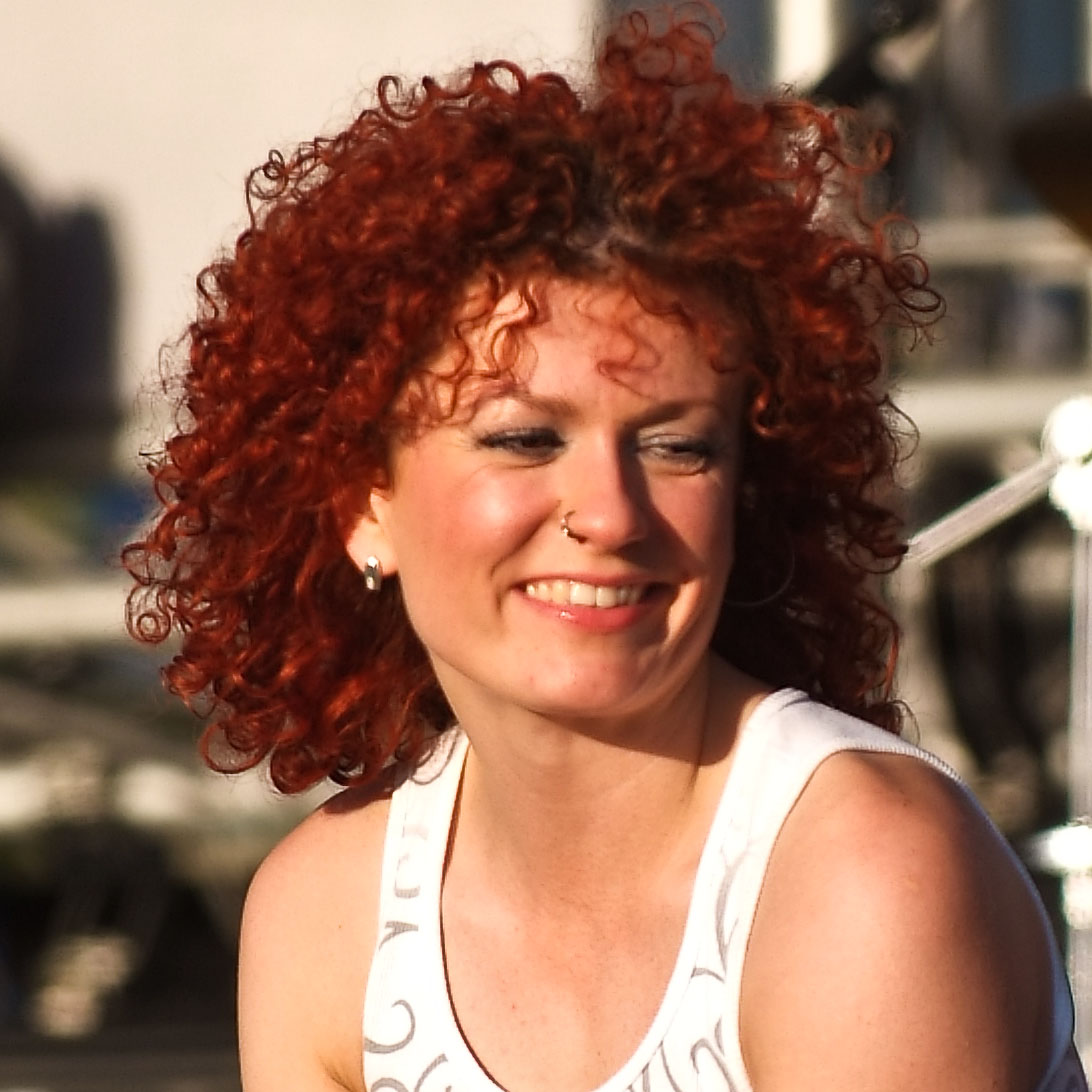
Lucy Diakovska (* 1976)

- 1976: Lucy Diakovska, bulgarische Pop- und Musical-Sängerin
- 1976: Samu Haber, finnischer Sänger und Gitarrist (Sunrise Avenue)
- 1976: Thorsten Schorn, deutscher Radio- und Fernsehmoderator
- 1977: Michael Fassbender, deutsch-irischer Schauspieler
- 1977: Annett Louisan, deutsche Sängerin
- 1977: Nicki Pedersen, dänischer Bahnsportler
- 1978: Nicholas Berg, US-amerikanischer Geschäftsmann, Entführungsopfer
- 1978: Julia Dahmen, deutsche Schauspielerin
- 1978: Milan Vučićević, serbischer Handballspieler
- 1979: Ivan Buffa, slowakischer Komponist, Pianist und Dirigent
- 1979: Tatjana Alexejewna Arjassowa, russische Langstreckenläuferin
- 1979: Salar Bahrampoori, Schweizer Moderator und Journalist
- 1979: Nancy Grimm, deutsche Amerikanistin und Literaturwissenschaftlerin
- 1979: Alexander Koke, deutscher Handballspieler und -trainer
- 1979: Kleerup, schwedischer Popmusiker und Musikproduzent
- 1979: Thomas Mutsch, deutscher Rennfahrer
- 1980: Michael Mörz, österreichischer Fußballspieler
- 1980: Carlos Salcido, mexikanischer Fußballspieler
- 1981: René Klingbeil, deutscher Fußballspieler
- 1982: Marco Amelia, italienischer Fußballspieler
- 1982: Jeremy Bloom, US-amerikanischer Freestyle-Skier und American-Football-Spieler

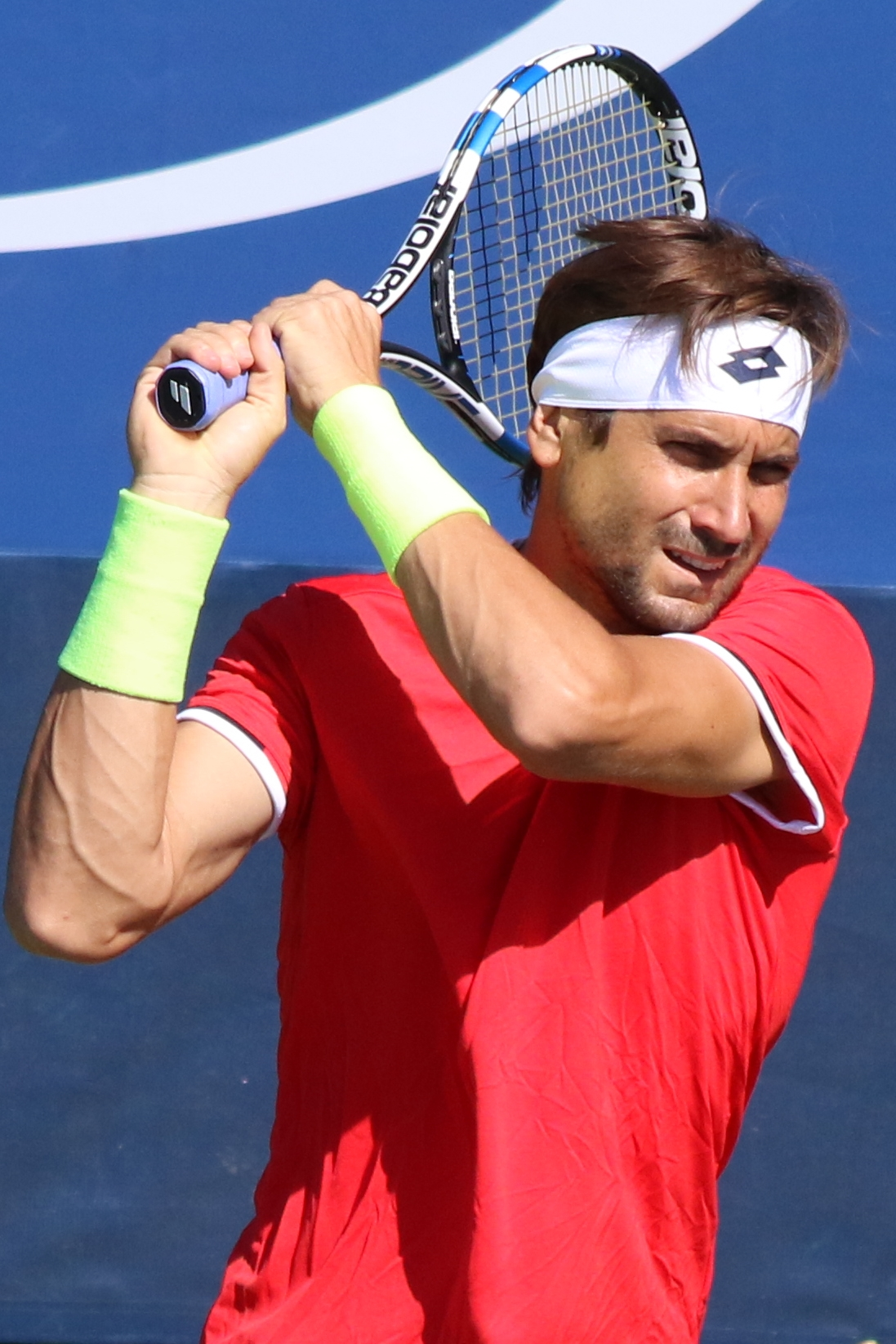
David Ferrer (* 1982)

- 1982: David Ferrer, spanischer Tennisspieler
- 1982: Milena Karas, deutsche Schauspielerin und Synchronsprecherin
- 1983: Arthur Boka, ivorischer Fußballspieler
- 1983: Félix Borja, ecuadorianischer Fußballspieler
- 1983: Paul Capdeville, chilenischer Tennisspieler
- 1984: Engin Atsür, türkischer Basketballspieler
- 1984: Meryl Cassie, neuseeländische Schauspielerin und Sängerin
- 1984: Lisa Sophie Kusz, deutsche Schauspielerin und Sprecherin
- 1985: Matthew Antoine, US-amerikanischer Skeletonfahrer
- 1985: James Haskell, englischer Rugbyspieler
- 1985: Ramil Juldaschew, russischer Badmintonspieler
- 1985: Stéphane Lambiel, Schweizer Eiskunstläufer
- 1985: Nicat Məmmədov, aserbaidschanischer Schachgroßmeister
- 1985: Tobias Schwab, deutscher Eishockeyspieler
- 1986: Drew Van Acker, US-amerikanischer Schauspieler
- 1986: Ibrahim Afellay, niederländischer Fußballspieler
- 1986: Julian Reister, deutscher Tennisspieler
- 1986: Jessica Rust, deutsche Schauspielerin
- 1987: Nikki Adler, deutsche Profiboxerin
- 1987: Matthias Bachinger, deutscher Tennisspieler
- 1987: Matthias Schlitte, deutscher Armwrestler

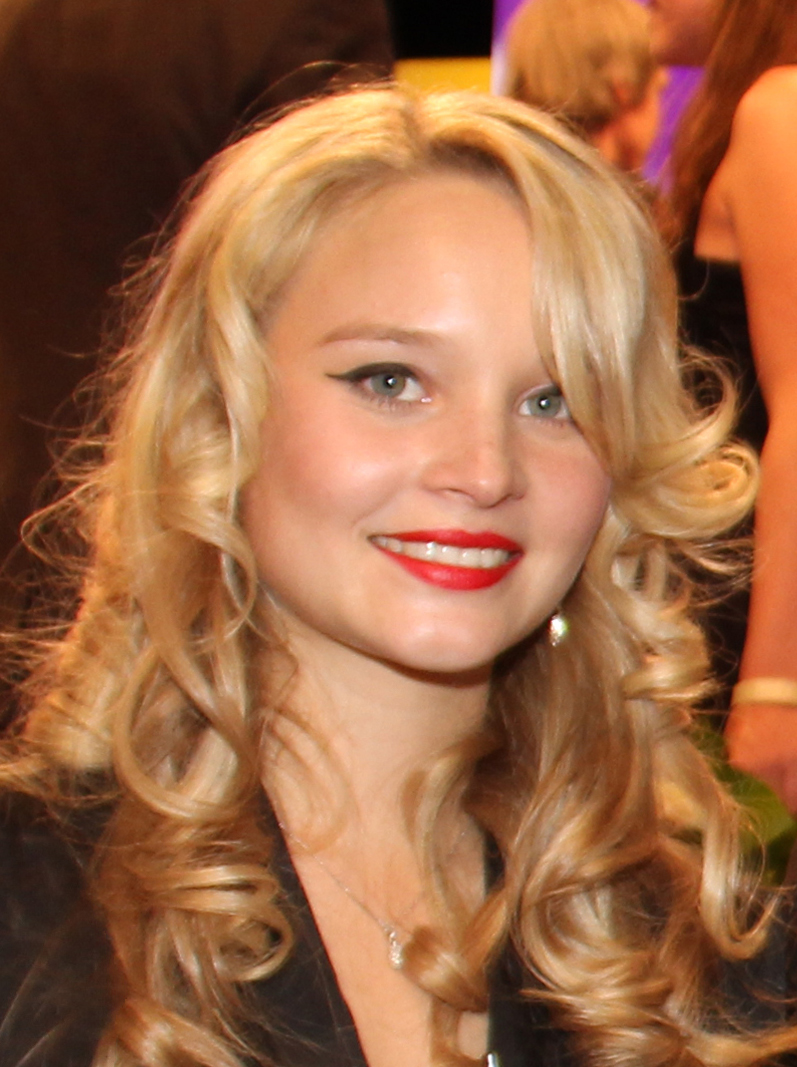
Sonja Gerhardt (* 1989)

- 1989: Sonja Gerhardt, deutsche Schauspielerin
- 1990: Georgina Fleur, deutsche Reality-TV-Teilnehmerin
- 1990: Nikolai Link, deutscher Handballspieler
- 1990: Miralem Pjanić, bosnisch-herzegowinischer Fußballspieler
- 1991: Quavo, US-amerikanischer Rapper
- 1991: Saša Živec, slowenischer Fußballspieler
- 1992: Giancarlo Vilarinho, brasilianischer Rennfahrer
- 1993: Nils Butzen, deutscher Fußballspieler
- 1993: Claire Savin, deutsch-französische Fußballspielerin
- 1993: Simon Scherder, deutscher Fußballspieler
- 1993: Bruno Zuculini, argentinischer Fußballspieler
- 1994: Janik Haberer, deutscher Fußballspieler
- 1994: Robin Krauße, deutscher Fußballspieler
- 1994: Dario Seifert, deutscher Politiker
- 1994: Anna-Lena Vollmer, deutsche Fußballspielerin

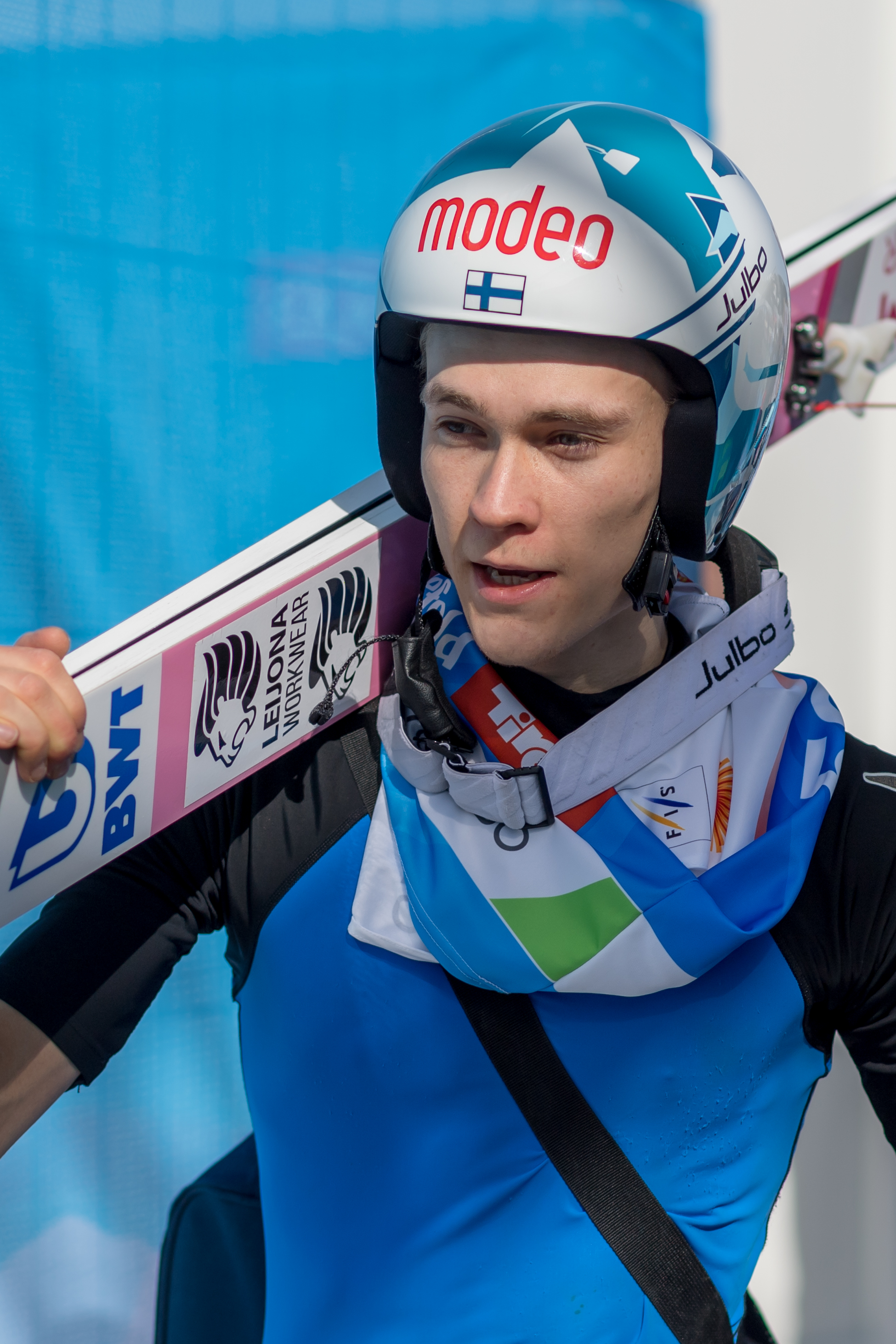
Antti Aalto (* 1995)

- 1995: Antti Aalto, finnischer Skispringer
- 1995: Muhammed Akarslan, türkischer Fußballspieler
- 1995: Cristián Cuevas, chilenischer Fußballspieler
- 1995: Filip Faletar, kroatisch-österreichischer Fußballspieler
- 1995: Oğuzhan Kayar, türkischer Fußballspieler
- 1996: Stefan Babinsky, österreichischer Skirennläufer
- 1996: Jonas Müller, deutscher Handballspieler
- 1996: Martin Rump, estnischer Autorennfahrer
- 1997: Bjorg Lambrecht, belgischer Radrennfahrer
- 1997: Ryan Strain, australischer Fußballspieler
- 1998: Brandon McNulty, US-amerikanischer Radrennfahrer
- 1999: Metehan Güçlü, türkisch-französischer Fußballspieler
- 2000: Biniam Girmay, eritreischer Radrennfahrer
- 2000: Maylis Roßberg, deutsche Politikerin

### 21. Jahrhundert
- 2002: Marco John, deutscher Fußballspieler
- 2003: Jack Moore, kanadischer Schauspieler

## Gestorben

### Vor dem 16. Jahrhundert
- 0629: Eustasius, Abt und Bayern-Missionar
- 0930: Adémar, Graf von Poitou und Graf von Angoulême
- 1075: al-Qa'im, Kalif der Abbasiden
- 1111: Euphemia von Ungarn, Herzogin von Mähren
- 1118: Balduin I., Graf von Edessa und König von Jerusalem
- 1153: Ibn as-Sallar, Wesir der Fatimiden
- 1160: Beatrix II. von Winzenburg, Äbtissin von Heerse und Quedlinburg
- 1272: Richard von Cornwall, König des HRR
- 1284: Werner von Eppstein, Erzbischof von Mainz, Reichserzkanzler
- 1305: Johanna I., Königin von Frankreich und Navarra, Gräfin der Champagne
- 1315: Simon Ghent, Bischof von Salisbury
- 1335: Heinrich von Kärnten, Herzog von Kärnten, Graf von Tirol, König von Böhmen und Polen
- 1373: Johann Lüneburg, Lübecker Ratsherr
- 1412: Ruy González de Clavijo, spanischer Diplomat und Autor
- 1416: Ferdinand I., König von Aragonien
- 1427: Friedrich Krüger, Dompropst und gewählter Bischof von Havelberg
- 1479: Berardo Eroli, Bischof von Spoleto und Kardinalbischof von Sabina

### 16. bis 18. Jahrhundert
- 1502: Arthur Tudor, englischer Adeliger und Prince of Wales
- 1507: Franz von Paola, italienischer Gründer des Paulanerordens
- 1511: Bernhard VII. Bellicosus, Landesherr der Herrschaft Lippe
- 1517: Pere Miquel Carbonell, katalanischer Historiker, Notar, Dichter und Humanist
- 1521: Erasmus Stella, deutscher Arzt, Historiker und Bürgermeister von Zwickau
- 1548: Johann Lange, deutscher Theologe, Humanist und Reformator
- 1554: Gottfried Werner von Zimmern, deutscher Adeliger
- 1558: Wolfgang, Pfalzgraf von Neumarkt und Statthalter der Oberpfalz
- 1567: Ernst IV., Herzog von Braunschweig-Grubenhagen
- 1572: Elisabeth von Braunschweig-Lüneburg, Herzogin von Geldern
- 1573: Otto von Waldburg, Bischof von Augsburg und Kardinal
- 1585: Andreas Poach, deutscher lutherischer Theologe und Reformator
- 1590: Elisabeth von Sachsen, Pfalzgräfin von Simmern
- 1594: Hermann von Dorne, Lübecker Bürgermeister
- 1595: Pasquale Cicogna, Doge von Venedig (1585–1595)
- 1606: Jakob Lindner, deutscher Pädagoge
- 1614: Henri I. de Montmorency, Herzog von Montmorency, Marschall und Connétable von Frankreich
- 1621: Cristofano Allori, italienischer Maler
- 1623: George Keith, 4. Earl Marischal, Marschall von Schottland
- 1623: Michael Wolf, deutscher Mathematiker, Physiker, Logiker und Metaphysiker
- 1631: Nicolò Contarini, Doge von Venedig (1630–1631)
- 1640: Paul Fleming, deutscher Arzt und Schriftsteller
- 1641: Georg von Braunschweig und Lüneburg-Calenberg, Herzog der Fürstentümer Calenberg und Göttingen
- 1656: Johann Breidenbach, deutscher Moralphilosoph und Rechtswissenschaftler
- 1657: Ferdinand III., deutscher Kaiser
- 1657: Johann VIII. von Sayn-Wittgenstein, Militär, Diplomat und brandenburgischer Statthalter
- 1665: Jan Sobiepan Zamoyski, polnischer General und Wojewode von Kiew
- 1705: Johann Löhner, deutscher Komponist, Organist und Sänger
- 1707: Gérard Edelinck, französischer Kupferstecher flämischer Herkunft
- 1709: Giovanni Battista Gaulli, genannt Baciccio, italienischer Maler
- 1719: Nikolaus Wilhelm Goddaeus, landgräflich-hessischer Jurist, Verwaltungsbeamter und Kanzler der landgräflichen Regierung
- 1720: Joseph Dudley, Kolonialgouverneur in Massachusetts
- 1725: Henri Simonis, wallonischer Tuchfabrikant
- 1732: Joachim Meier, deutscher Schriftsteller
- 1737: Antonio Montanari, italienischer Komponist und Violinist
- 1738: Jodokus Bernhard von Aufseß, deutscher Kanoniker
- 1741: Christoph Hackner, schlesischer Architekt
- 1747: Johann Jacob Dillen, deutscher Botaniker
- 1763: Johann Georg Bschorer, deutscher Bildhauer
- 1773: Joseph Ignaz Schilling, deutscher Maler
- 1777: Maxim Sosontowitsch Beresowski, russischer Komponist
- 1787: Thomas Gage, britischer General und Oberbefehlshaber britischer Streitkräfte

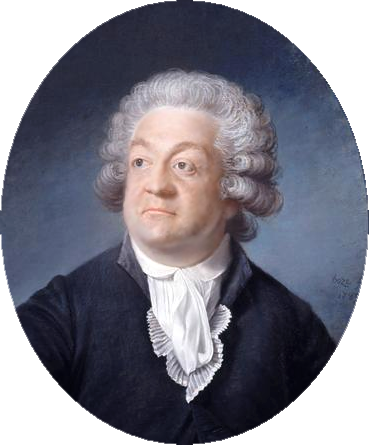
Gabriel de Riqueti Graf von Mirabeau († 1791)

- 1791: Honoré Gabriel de Riqueti, comte de Mirabeau, französischer Politiker, Physiokrat, Schriftsteller, Publizist und Revolutionär
- 1796: Ulrika Pasch, schwedische Malerin

### 19. Jahrhundert
- 1806: Werner Marx, Generalvikar in Köln
- 1806: Karl Heinrich Seibt, deutscher Pädagoge und Theologe
- 1807: Balthasar Anton Dunker, deutscher Maler, Radierer und Schriftsteller
- 1807: Christian Hartmann Samuel von Gatzert, deutscher Jurist und Politiker
- 1811: Tomás de Figueroa, spanischer Offizier
- 1817: Johann Heinrich Jung-Stilling, deutscher Augenarzt und Schriftsteller
- 1826: Joseph Leopold Strickner, österreichischer Maler und Kupferstecher
- 1835: Anton Viktor von Österreich, Erzherzog von Österreich

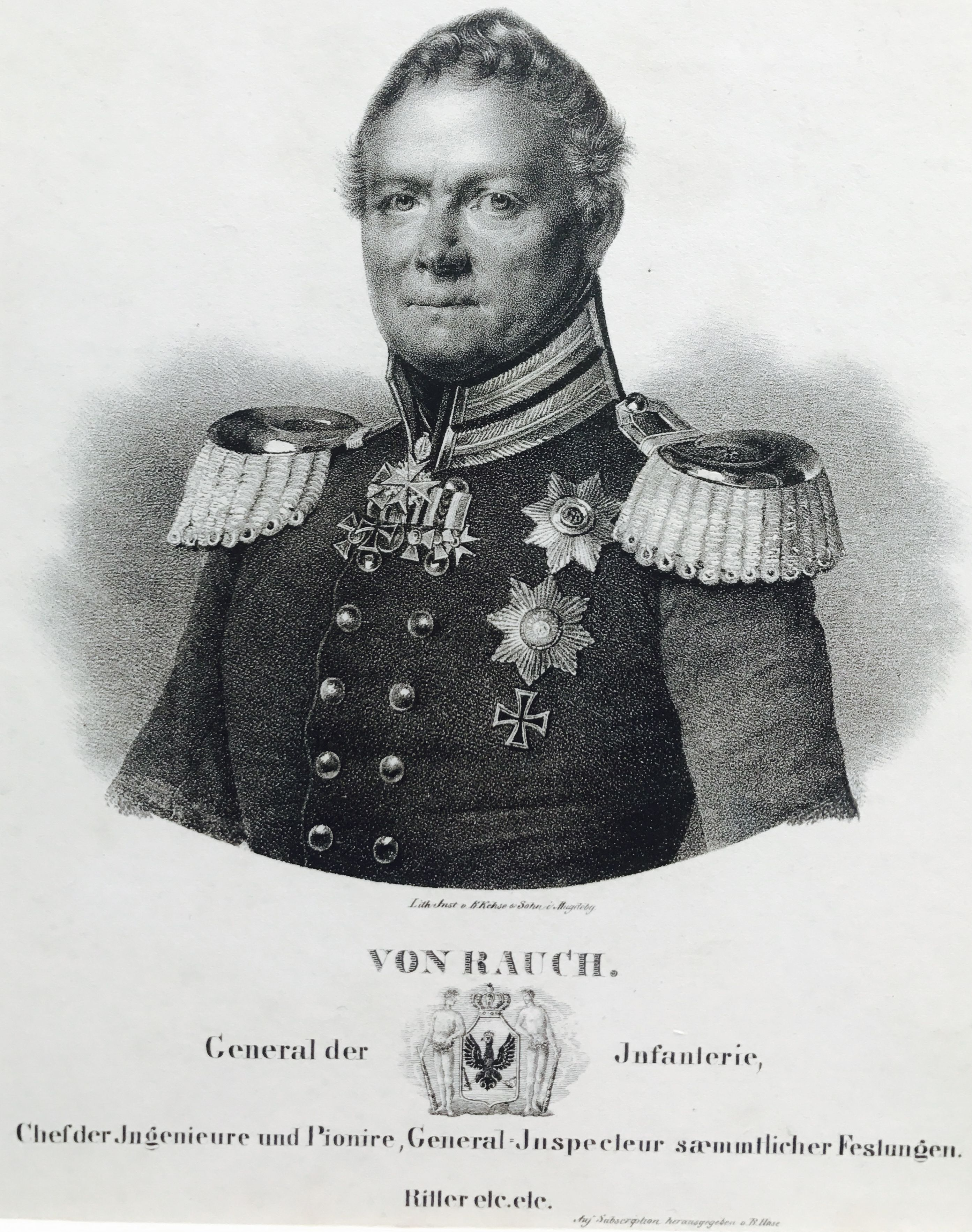
Gustav von Rauch († 1841)

- 1841: Gustav von Rauch, preußischer General und Kriegsminister
- 1851: Rama III., siamesischer König
- 1855: George Bellas Greenough, britischer Geologe
- 1865: Ambrose Powell Hill, US-amerikanischer General
- 1865: Richard Cobden, britischer Unternehmer
- 1866: Nadeschda Andrejewna Durowa, russische Kavalleristin und Autorin
- 1866: Simon Leborne, französischer Komponist und Musikpädagoge
- 1867: Emilie zur Lippe, deutsche Adelige
- 1869: Ida zu Waldeck und Pyrmont, deutsche Adelige
- 1870: Patrick Gass, US-amerikanischer Soldat und Entdecker
- 1871: Petrus Schulz, deutscher Geigenbauer
- 1872: Samuel F. B. Morse, US-amerikanischer Maler und Erfinder
- 1887: Adolf Endl, österreichischer Architekt des Historismus
- 1891ː Adelheid Dietrich, deutsche Malerin
- 1891: Ahmed Vefik Pascha, türkischer Staatsmann
- 1891: Albert Pike, US-amerikanischer Rechtsanwalt und General, Autor und Freimaurer
- 1900: Gustaf Åkerhielm, schwedischer Politiker

### 20. Jahrhundert

#### 1901–1950
- 1905ː Helene von Beniczky-Bajza, ungarische Schriftstellerin
- 1910: Friedrich von Bodelschwingh der Ältere, deutscher Pastor und Theologe, Mitarbeiter der Inneren Mission
- 1910: Erich Reinhold Lebrecht Meyer, deutscher Arzt und Geheimer Sanitätsrat

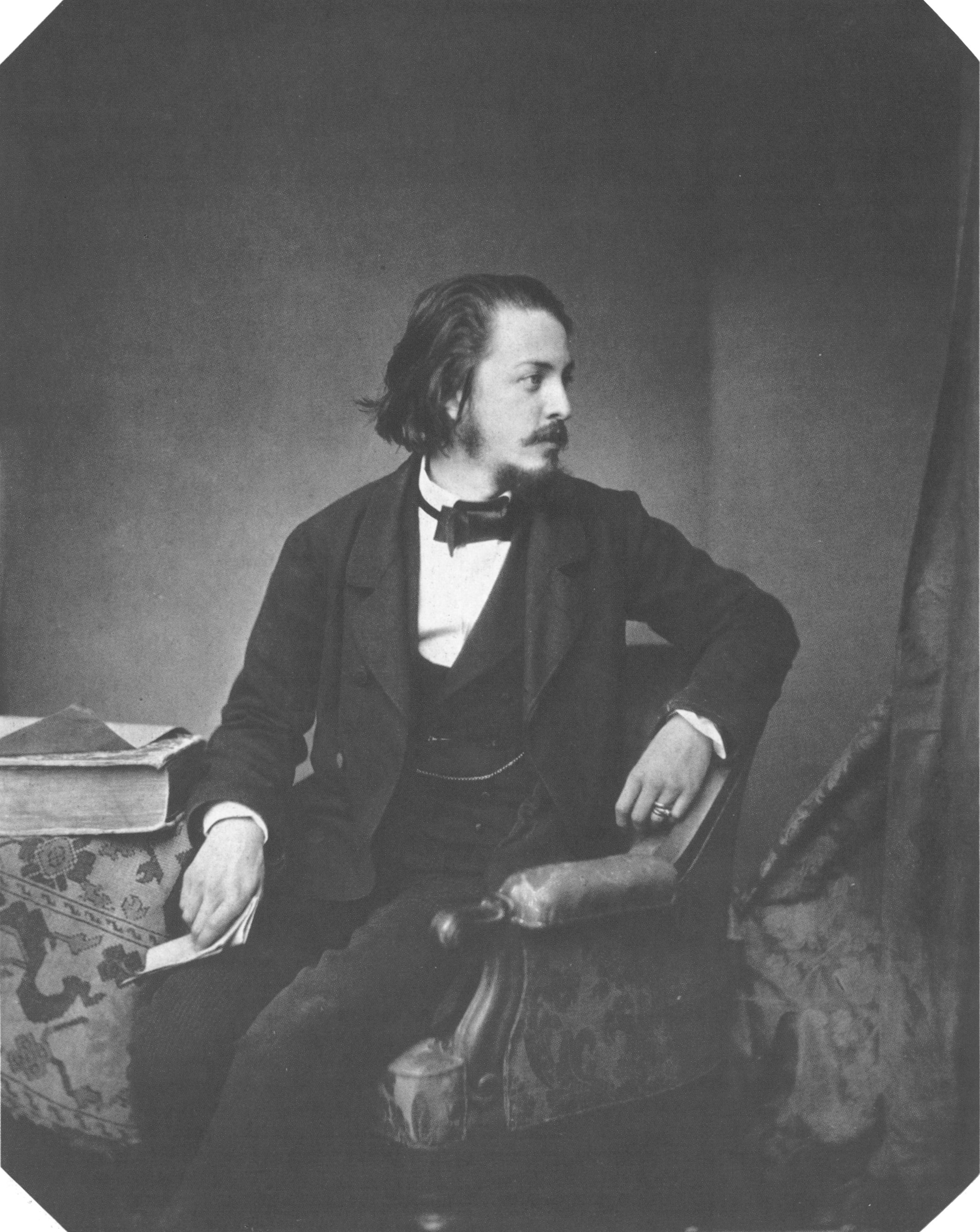
Paul Heyse († 1914)

- 1914: Paul Heyse, deutscher Schriftsteller und Nobelpreisträger
- 1914: Albert Studler, Schweizer Landwirt und Politiker
- 1914: Karl von Stünzner, preußischer General
- 1917: Jindřich Kafka, tschechischer Komponist
- 1918: Eugenie Bandell, deutsche Malerin
- 1918: Carl Grunert, deutscher Schriftsteller
- 1922: Hermann Rorschach, Schweizer Psychiater
- 1925: Eduard von Grützner, deutscher Maler
- 1928: Theodore William Richards, US-amerikanischer Chemiker, Nobelpreisträger
- 1930: Max von Gutmann, österreichischer Ingenieur und Unternehmer
- 1930: Zauditu, Kaiserin von Äthiopien
- 1931: Fritz Greve, deutscher Maler und Kunstprofessor
- 1932: August Ansorge, österreichisch-böhmischer Politiker
- 1932: Alfred Appelius, deutscher Jurist und Politiker
- 1932: Hugo Kaun, deutscher Komponist, Dirigent und Musikpädagoge
- 1933: Gaétan de Knyff, belgischer Automobilrennfahrer
- 1934: Winfried Philipp Englert, deutscher Priester, Professor und Theologe
- 1936: William Louis Abbott, US-amerikanischer Arzt, Naturforscher und Ornithologe
- 1937: Nathan Birnbaum, jüdischer Philosoph und Zionist
- 1945: Vilmos Apor, ungarischer Priester, Bischof der Diözese Győr und Seliger der katholischen Kirche
- 1945: Chris Lebeau, niederländischer Künstler und Anarchist
- 1945ː Antonie Maurer, deutsche Kommunistin, NS-Opfer
- 1945: Heini Schaumann, deutscher Skisportler und Unteroffizier
- 1946: Friedrich Muckermann, deutscher katholischer Publizist und Jesuit, Gegner des Nationalsozialismus
- 1948: Sabahattin Ali, türkischer Schriftsteller und Lehrer
- 1950: Friedrich Schönauer, deutscher Politiker

#### 1951–2000
- 1951: Simon Barere, russischer Pianist

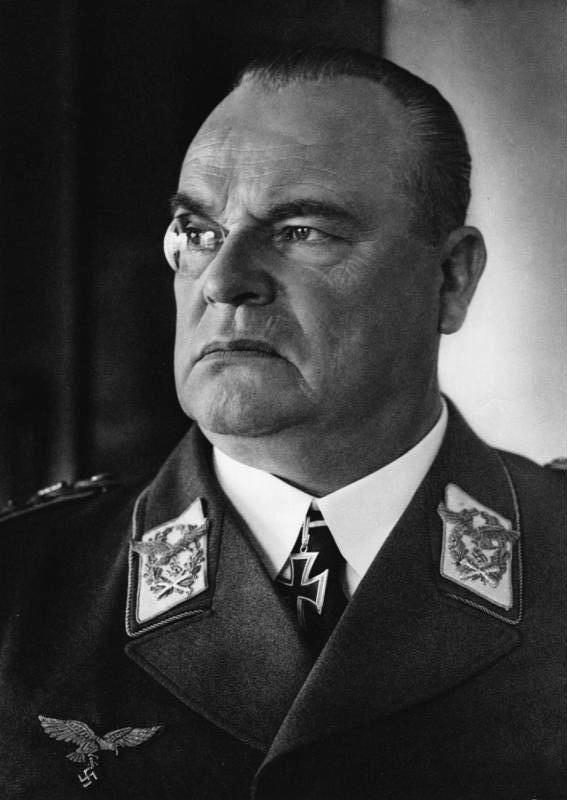
Hugo Sperrle († 1953)

- 1953: Hugo Sperrle, deutscher Generalfeldmarschall im Dritten Reich
- 1953: Siegfried Bernfeld, Reformpädagoge, Marxist, Psychoanalytiker, Zionist
- 1954: Maud Barger-Wallach, US-amerikanische Tennisspielerin
- 1954: William Heffelfinger, US-amerikanischer American-Football-Spieler
- 1956: Filippo De Pisis, italienischer Maler
- 1956: Takamura Kōtarō, japanischer Lyriker, Essayist und Bildhauer
- 1957: Nina E. Allender, US-amerikanische Künstlerin, Cartoonistin und Bürgerrechtsaktivistin
- 1957: Joseph Massolle, deutscher Ingenieur
- 1958: Arnold von Salis, Schweizer Archäologe
- 1959: Mykolaj Tscharnezkyj, ukrainischer Bischof und Märtyrer
- 1960: Muqan Tölebajew, kasachischer Komponist, Dirigent und Hochschullehrer
- 1961: Wallingford Riegger, US-amerikanischer Komponist
- 1962: Otto Haesler, deutscher Architekt
- 1962: Arnold Freiherr von Vietinghoff-Riesch, deutscher Forstwissenschaftler und Ornithologe
- 1963: Charles Grey, 5. Earl Grey, Sohn des 4. Earl Grey
- 1964: Franz Auweck, deutscher Politiker
- 1966: Cecil Scott Forester, britischer Schriftsteller und Journalist
- 1969: Hans Wilhelm Hagen, deutscher Journalist, Kunsthistoriker und Kulturfunktionär
- 1972: Gwen Giabbani, französischer Motorradrennfahrer
- 1972: Franz Halder, General der deutschen Wehrmacht im Zweiten Weltkrieg
- 1972: Sándor Reschofsky, ungarischer Pianist, Komponist und Musikpädagoge
- 1973: Achim Stoia, rumänischer Komponist, Dirigent, Hochschullehrer und Musikethnologe

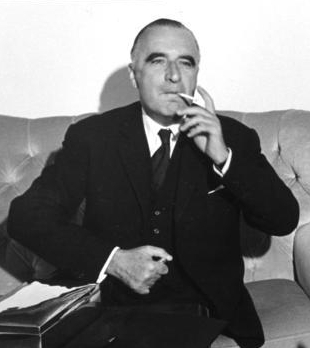
Georges Pompidou († 1974)

- 1974: Georges Pompidou, französischer Staatspräsident
- 1975: Arnold Brügger, Schweizer Maler
- 1975: Fritz Domina, deutscher Pianist, Arrangeur und Filmkomponist
- 1976: Carlo Grano, italienischer Geistlicher, vatikanischer Diplomat
- 1977: Eduard Arnold, schweizerischer Politiker und Bundesrichter
- 1977: Robert Murton-Neale, britischer Autorennfahrer
- 1977: Cyril Radcliffe, britischer Rechtsanwalt und Autor, bekannt durch Radcliffe-Linie als Grenze zwischen Indien und Pakistan
- 1980: Václav Bobek, tschechoslowakischer Autorennfahrer
- 1980: George Wallach, britischer Cross- und Langstreckenläufer
- 1981: Cecelia Ager, US-amerikanische Filmkritikerin und Journalistin
- 1983: Cliff Carlisle, US-amerikanischer Country-Sänger
- 1984: Ernst van Aaken, deutscher Sportmediziner und -trainer
- 1984: Mario Pretto, italienischer Fußballspieler und -trainer

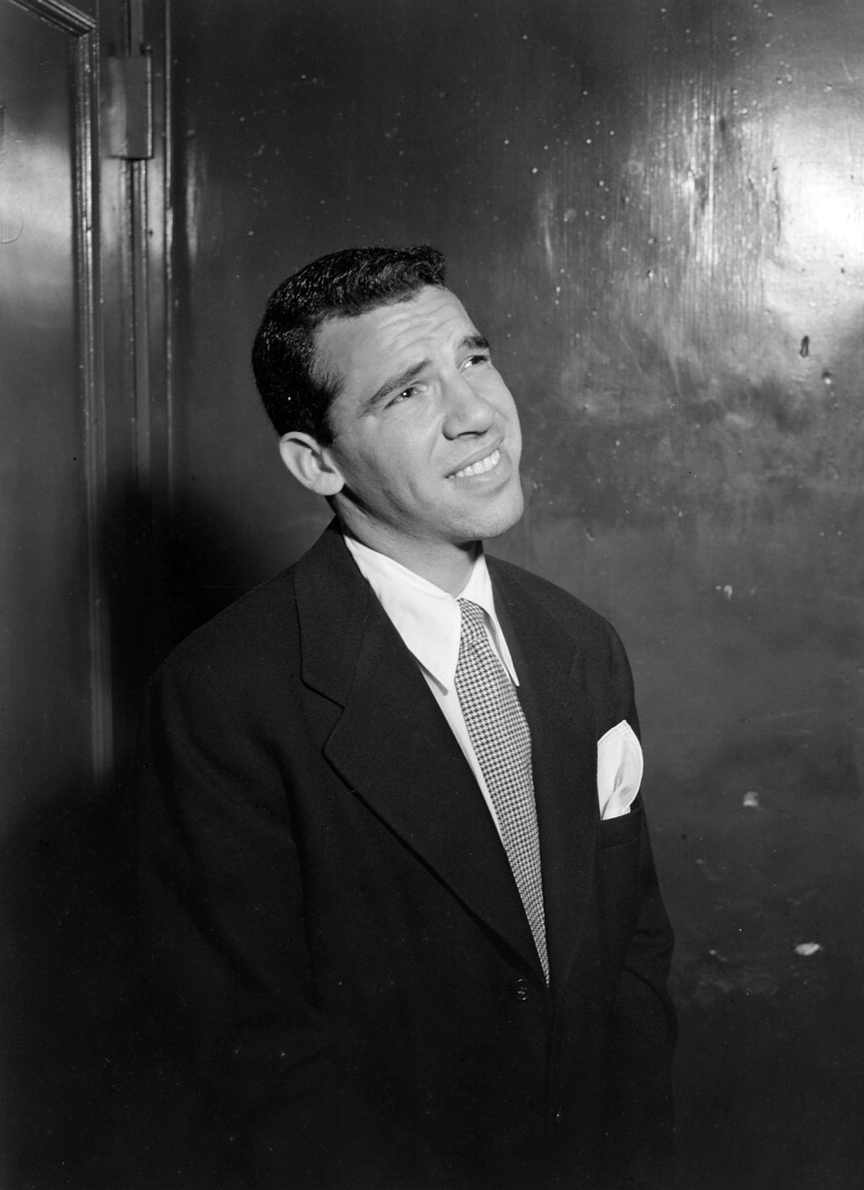
Buddy Rich († 1987)

- 1987: Buddy Rich, US-amerikanischer Jazz-Schlagzeuger
- 1990: Aldo Fabrizi, italienischer Filmschauspieler und Regisseur
- 1991: Noel George Butlin, australischer Wirtschaftswissenschaftler und -historiker
- 1992: Jan van Aartsen, niederländischer Politiker
- 1994: Hans Graß, deutscher evangelischer Geistlicher und Hochschullehrer
- 1995: Hannes Alfvén, schwedischer Physiker, Nobelpreisträger
- 1995: Julius Hemphill, US-amerikanischer Jazzmusiker
- 1995: Heinz Kratochwil, österreichischer Komponist
- 1996: Karl Gößwald, deutscher Zoologe
- 1996: Pierre Lelong, französischer Autorennfahrer
- 1997: Adolf Bender, deutscher Maler
- 1997: Zsolt Durkó, ungarischer Komponist
- 1997: Julij Mejtus, ukrainischer Komponist
- 1999: Karl Bohmann, österreichischer Motorradrennfahrer
- 1999: Julio Alberto Hernández, dominikanischer Komponist und Pianist
- 2000: Fred Kwasi Apaloo, ghanaischer Jurist und Politiker
- 2000: Rigobert Günther, deutscher Althistoriker

### 21. Jahrhundert
- 2003: Terenci Moix, spanischer Schriftsteller
- 2004: Erich Ahlers, deutscher Gartenbaudirektor
- 2004: John Hadji Argyris, griechischer Bauingenieur
- 2004: John Taras, Choreograf und Ballettmeister
- 2004: Martin Teich, deutscher Fernsehmeteorologe
- 2005: Alois Vogel, österreichischer Schriftsteller
- 2005: Hermann Nattkämper, deutscher Fußballspieler
- 2005: Marie Louise Fischer, deutsche Schriftstellerin

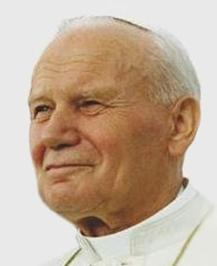
Johannes Paul II. († 2005)

- 2005: Johannes Paul II., polnischer Papst
- 2006: Horst Gibtner, deutscher Politiker
- 2006 Nina Schenk Gräfin von Stauffenberg, Ehefrau von Claus Schenk Graf von Stauffenberg
- 2008ː Semiramis Aydınlık, deutsche Karikaturistin und Satirikerin
- 2007: Ernst Feick, Präsident des Deutschen Handballbundes
- 2008: Roger Blachon, französischer Cartoonist
- 2008: Jacques Bondon, französischer Komponist
- 2008: Ray Poole, US-amerikanischer American-Football-Spieler
- 2009: Niki List, österreichischer Filmschaffender
- 2009: Bud Shank, US-amerikanischer Jazzmusiker
- 2010: Roman Bannwart, Schweizer Theologe, Priester und Musiker
- 2010: Jack Wells, südafrikanischer Turner
- 2011: Marc Fischer, deutscher Journalist und Buchautor
- 2012: Anatoli Iwanow, russischer Solo-Paukist, Komponist und Dirigent
- 2012: Jim Delaney, US-amerikanischer Leichtathlet
- 2013: Fred Othon Aristidès, französischer Comiczeichner
- 2013: Jess Franco, spanischer Filmregisseur

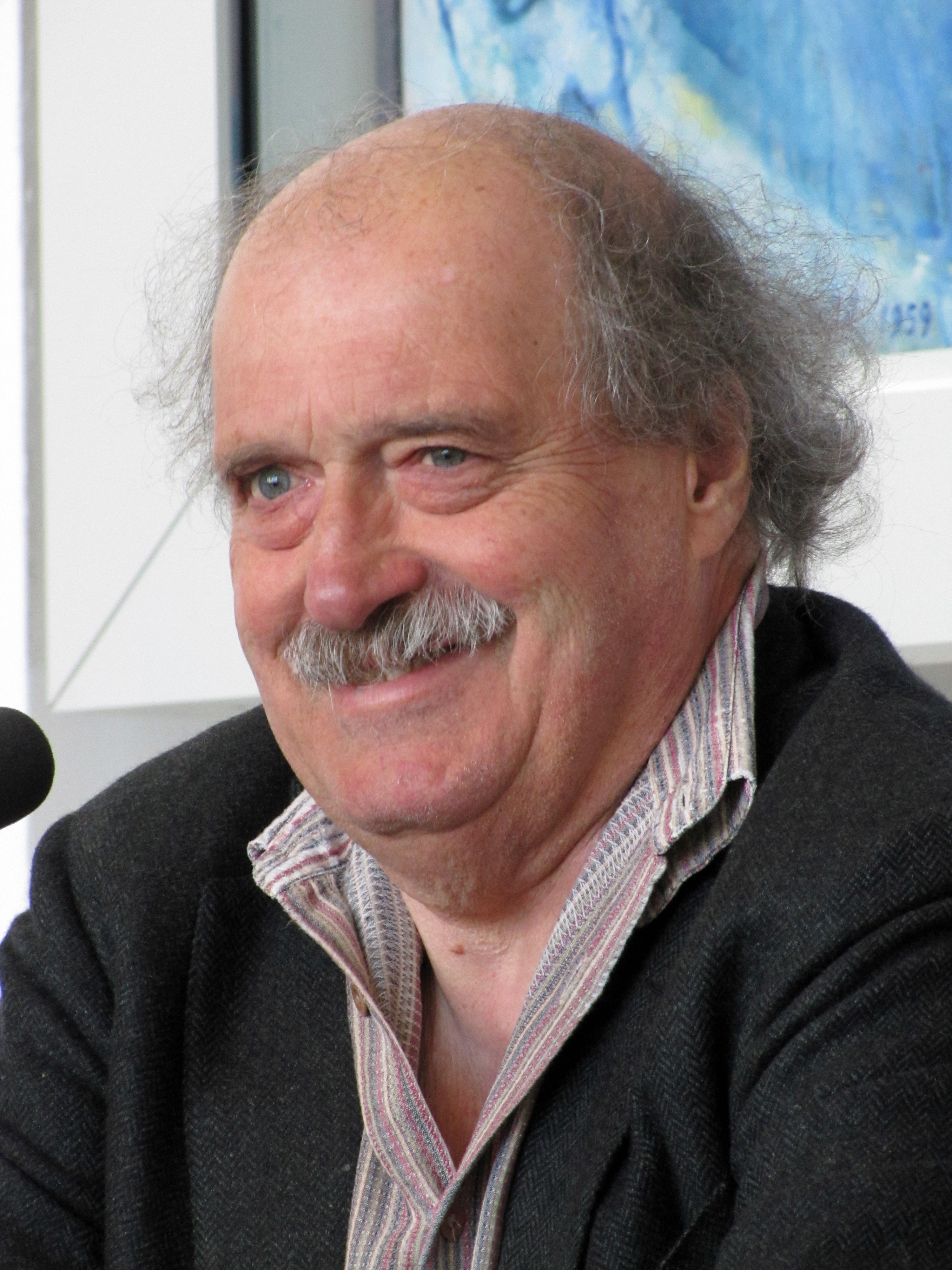
Urs Widmer († 2014)

- 2014: Urs Widmer, Schweizer Schriftsteller
- 2015: Stefan Born, deutscher Fußballspieler
- 2015: Manoel de Oliveira, portugiesischer Filmregisseur und Drehbuchautor
- 2015: Alberto Ricardo da Silva, osttimoresischer Bischof
- 2016: Gato Barbieri, argentinischer Jazzmusiker und Filmkomponist
- 2016: László Sárosi, ungarischer Fußballspieler und -trainer
- 2017: Sam Ard, US-amerikanischer Automobilrennfahrer
- 2017: Hannes Tkotz, deutscher Fußballspieler
- 2018: Martin Löwenberg, deutscher NS-Widerstandskämpfer
- 2018: Winnie Madikizela-Mandela, südafrikanische Politikerin
- 2018: Peter Schneck, deutscher Medizinhistoriker
- 2019: Franz Weber, Schweizer Umweltschützer
- 2020: Oskar Fischer, deutscher Politiker
- 2020: Astrid N. Heiberg, norwegische Psychiaterin
- 2021: Jean Luc Rosat, brasilianischer Volleyballspieler
- 2021: Bernard Vallée, französischer Fechter
- 2021: Clara Walker, US-amerikanische Schwimmerin
- 2022: Oswaldo Frossasco, argentinischer Radsportler
- 2022: Estelle Harris, US-amerikanische Schauspielerin
- 2022: Gerald Schreck, US-amerikanischer Segler
- 2023: Veronika Petrovici, rumänisch-deutsche plastische Chirurgin

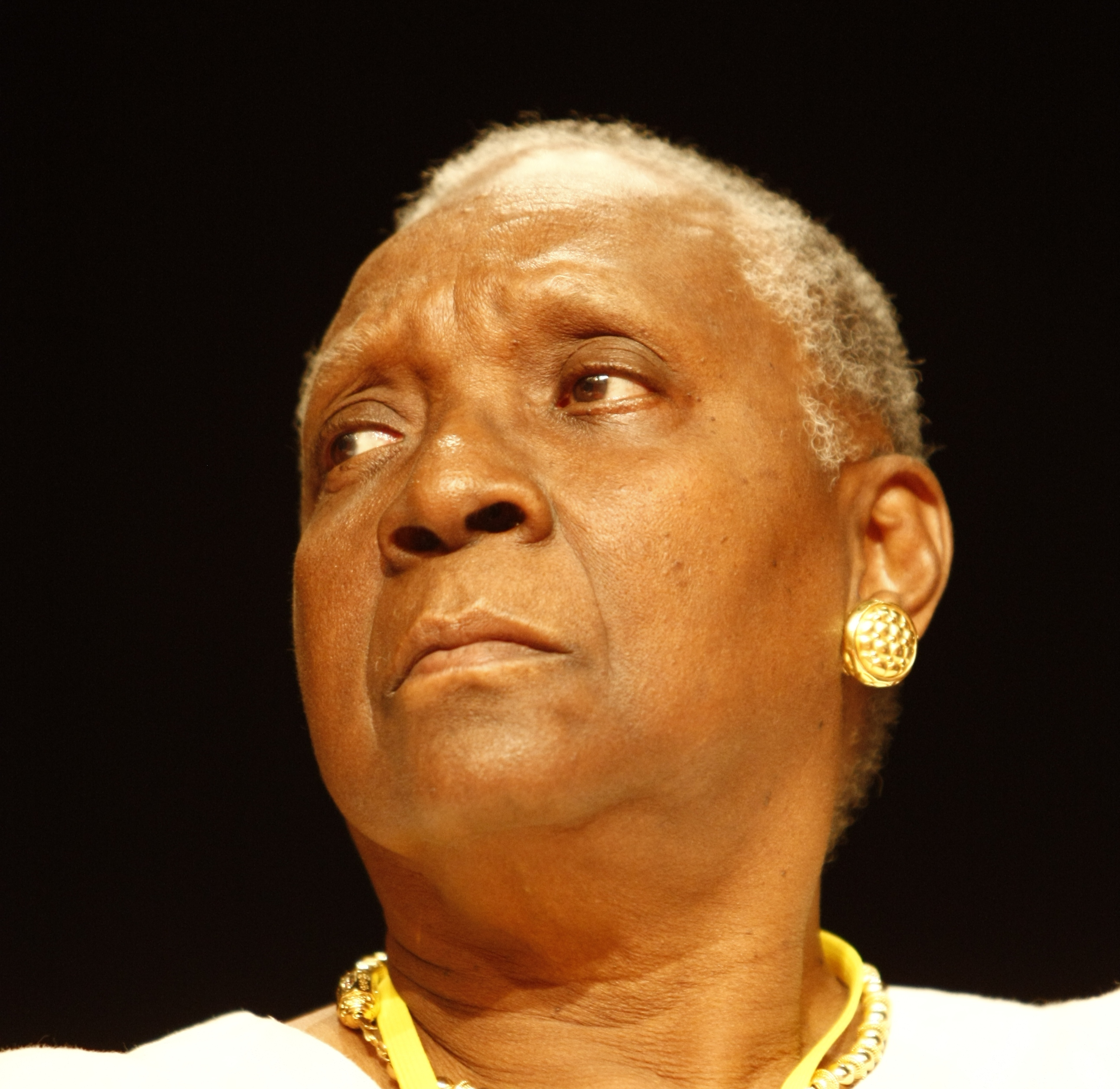
Maryse Condé († 2024)

- 2024: Maryse Condé, französische Schriftstellerin aus Guadeloupe
- 2025ː Kurt Grahl, deutscher Komponist

## Feier- und Gedenktage
- Kirchliche Gedenktage
  - Friedrich von Bodelschwingh der Ältere, deutscher Pfarrer (evangelisch)
  - Hl. Eustasius, fränkischer Abt, Missionar und Schutzpatron (katholisch)
- Namenstage
  - Franz, Mirjam, Sandra, Theodosia

- Internationaler Kinderbuchtag
- Welt-Autismus-Tag

Weitere Einträge enthält die Liste von Gedenk- und Aktionstagen.